# مارتین ون بیورن
مارتین ون بیورن (به انگلیسی: Martin Van Buren) (۵ دسامبر ۱۷۸۲ – ۲۴ ژوئیه ۱۸۶۲) هشتمین رئیس‌جمهور ایالات متحده آمریکا (۱۸۴۱–۱۸۳۷) از حزب دموکرات بود. این دوران همزمان با ۱۲۱۵ تا ۱۲۱۹ خورشیدی و زمان سلطنت محمد شاه قاجار بر ایران است.

## سنین جوانی و تحصیل
مارتین ون بیورن در 5 دسامبر 1782 در کیندرهوک، نیویورک، در حدود 20 مایلی (32 کیلومتری) جنوب آلبانی در دره  هادسن متولد شد.
پدرش، آبراهام ون بیورن، از نوادگان کورنلیس ماسن، بومی بورمالسن، هلند بود که در سال 1631 به هلند نو مهاجرت کرده بود و قطعه زمینی را در جزیره منهتن خریداری کرده بود.ون بیورن در کنار اینکه اولین رئیس جمهور ایالات متحده بود که تابع بریتانیا به دنیا نیامد، همچنین اولین رئیس جمهور ایالات متحده بود که تبار انگلیسی نداشت.او کاملاً هلندی تبار بود.آبراهام ون بیورن در طول انقلاب آمریکا یک میهن‌دوست بود، و او بعداً به حزب دموکرات-جمهوری خواه پیوست.او صاحب مسافرخانه و میخانه ای در کیندرهوک بود و چندین سال به عنوان کارمند شهر کیندرهوک خدمت کرد.او صاحب مسافرخانه و میخانه ای در کیندرهوک بود و چندین سال به عنوان کارمند شهر کیندرهوک خدمت کرد.در سال 1776، با ماریا هوس (یا گوس) ون آلن (1746-1818) در شهر کیندرهوک، همچنین از هلند و بیوه یوهانس ون آلن (1744-حدود 1773) ازدواج کرد.او از ازدواج اولش سه فرزند داشت، از جمله جیمز آی ون آلن، نماینده آینده ایالات متحده.ازدواج دوم او صاحب پنج فرزند شد که مارتین سومین فرزند آن بود.
ون بیورن تحصیلات اولیه را در مدرسه دهکده دریافت کرد و برای مدت کوتاهی لاتین را در آکادمی کیندرهوک و در نهاد آموزشی واشنگتن در کلاوراک خواند.ون بیورن عمدتاً با زبان هلندی بزرگ شد و انگلیسی را در حین تحصیل در مدرسه آموخت؛ او تنها رئیس جمهور ایالات متحده است که زبان اصلی او انگلیسی نبود.همچنین در دوران کودکی، ون بیورن در مسافرخانه پدرش یاد گرفت که چگونه با مردم از گروه‌های قومی، درآمدی و اجتماعی مختلف تعامل داشته باشد، که او به عنوان یک سازمان‌دهنده سیاسی از آنها استفاده کرد.تحصیلات رسمی او در سال 1796 به پایان رسید، زمانی که او شروع به خواندن حقوق در دفتر پیتر سیلوستر و پسرش فرانسیس کرد.
ون بیورن، با قد 5 فوت و 6 اینچ (1.68 متر)، جثه کوچکی داشت و با محبت به "ون کوچولو" ملقب بود.هنگامی که تحصیلات حقوقی خود را آغاز کرد، لباس های خشن و خانگی می پوشید، که باعث شد سیلوسترها به او توصیه کنند که به لباس و ظاهر شخصی خود به عنوان یک وکیل مشتاق توجه بیشتری داشته باشد.او توصیه آنها را پذیرفت و متعاقباً از لباس، ظاهر، رفتار سیلوسترها تقلید کرد.درسهایی که او از سیلوسترها آموخت، در حرفه او به عنوان یک وکیل و سیاستمدار منعکس شد، که در آن ون بیورن به خاطر مهربانی و ظاهر سختگیرش مشهور بود.علیرغم وابستگی شدید کیندرهوک به حزب فدرالیست، که سیلوسترها نیز از حامیان قوی آن بودند، ون بیورن تمایلات دموکرات-جمهوری خواه پدرش را پذیرفت.جان پیتر ون نس، شخصیت سیاسی دموکرات-جمهوری خواه و سیلوسترها پیشنهاد کرد که تمایلات سیاسی ون بیورن او را مجبور می کند که تحصیلات خود را با یک وکیل دموکرات-جمهوری خواه تکمیل کند، بنابراین او یک سال آخر کارآموزی را در دفتر برادر جان ون نس در شهر نیویورک گذراند.ون نس ون بیورن را با پیچیدگی های سیاست ایالت نیویورک آشنا کرد و ون بورن نبردهای بور برای کنترل حزب دموکرات-جمهوری خواه ایالتی علیه جورج کلینتون و رابرت آر. لوینگستون را مشاهده کرد.او در سال 1803 پس از پذیرش در نوار نیویورک به کیندرهوک بازگشت.
ون بورن در 21 فوریه 1807، زمانی که او 24 ساله بود و او 23 ساله بود، با هانا هوز در کتسکیل، نیویورک ازدواج کرد.او در والاتی بزرگ شد، و مانند ون بیورن زندگی خانگی او عمدتا هلندی بود.او هلندی را به عنوان زبان اول صحبت می کرد و انگلیسی را با لهجه مشخص صحبت می کرد.این زوج دارای شش فرزند بودند که چهار نفر از آنها تا بزرگسالی زندگی کردند: آبراهام (1807-1873)، دختری که نامش ذکر نشده (متولد حدود 1809)، جان (1810-1866)، مارتین جونیور (1812-1855)، وینفیلد اسکات (متولد و درگذشت)و اسمیت تامپسون (1817-1876).هانا به سل مبتلا شد و در 5 فوریه 1819 در کیندرهوک درگذشت.مارتین ون بیورن هرگز دوباره ازدواج نکرد.

## اوایل کار سیاسی
پس از بازگشت به کیندرهوک در سال 1803، ون بیورن با برادر ناتنی خود، جیمز ون آلن، یک شراکت حقوقی تشکیل داد و از نظر مالی به اندازه کافی امنیت داشت که تمرکز خود را بر سیاست افزایش داد.در سال 1801، او در یک گردهمایی حزب دموکرات-جمهوری خواه در تروی، نیویورک شرکت کرد، جایی که با موفقیت برای جان پیتر ون نس نامزدی حزب در انتخابات ویژه برای کرسی ناحیه ششم کنگره را تضمین کرد.پس از بازگشت به کیندرهوک، ون بیورن از جناح بر جدا شد و به متحد دوایت کلینتون و دانیل تامپکینز تبدیل شد.پس از تسلط جناحی به رهبری کلینتون و تامپکینز در انتخابات 1807، ون بیورن به عنوان جانشین شهرستان کلمبیا، نیویورک منصوب شد.در جستجوی پایگاهی بهتر برای حرفه سیاسی و حقوقی خود، ون بیورن و خانواده اش در سال 1808 به شهر هادسن، مقر شهرستان کلمبیا نقل مکان کردند.رویه حقوقی ون بیورن به شکوفایی خود ادامه داد و او در سراسر ایالت به نمایندگی از مشتریان مختلف سفر کرد.
در سال 1812، ون بیورن نامزد حزبش برای یک کرسی در مجلس سنای ایالت نیویورک شد.اگرچه چندین جمهوری خواه دموکرات، از جمله جان پیتر ون نس، برای مخالفت با نامزدی او به فدرالیست ها پیوستند، ون بیورن در اواسط سال 1812 در انتخابات مجلس سنای ایالت پیروز شد.در اواخر سال، ایالات متحده وارد جنگ 1812 علیه بریتانیای کبیر شد، در حالی که کلینتون تلاش ناموفقی را برای شکست رئیس جمهور جیمز مدیسون در انتخابات ریاست جمهوری سال 1812 آغاز کرد.پس از انتخابات، ون بیورن نسبت به همکاری کلینتون با حزب فدرالیست مشکوک شد و از متحد سیاسی سابق خود جدا شد.
در طول جنگ 1812، ون بیورن با کلینتون، فرماندار تامپکینز و امبروز اسپنسر برای حمایت از پیگرد قانونی جنگ توسط دولت مدیسون کار کرد.علاوه بر این، او یک وکیل قاضی ویژه بود که به عنوان دادستان ویلیام هال در طول دادگاه نظامی هال پس از تسلیم دیترویت منصوب شد.با پیش‌بینی لشکرکشی دیگری، او با وینفیلد اسکات در مورد راه‌هایی برای سازماندهی مجدد شبه‌نظامیان نیویورک در زمستان 1814-1815 همکاری کرد، اما پایان جنگ کار آنها را در اوایل سال 1815 متوقف کرد.ون بیورن چنان تحت تأثیر اسکات قرار گرفت که پسر چهارم خود را به نام او نامگذاری کرد.حمایت قوی ون بیورن از جنگ جایگاه او را تقویت کرد و در سال 1815 به سمت دادستان کل نیویورک انتخاب شد.ون بیورن از هادسن به پایتخت ایالت آلبانی نقل مکان کرد، جایی که با بنیامین باتلر شراکت قانونی برقرار کرد، و با متحد سیاسی راجر اسکینر خانه مشترکی داشت.در سال 1816، ون بورن مجدداً به مجلس سنای ایالت انتخاب شد و به طور همزمان به عنوان سناتور ایالتی و دادستان کل ایالت ادامه داد.در سال 1819، او نقش فعالی در محاکمه قاتلان متهم ریچارد جنینگز، اولین پرونده قتل در ازای اجاره در ایالت نیویورک، ایفا کرد.

### سلطنت آلبانی
پس از اینکه تامپکینز در انتخابات ریاست جمهوری سال 1816 به عنوان معاون رئیس جمهور انتخاب شد، کلینتون نامزد مورد نظر ون بیورن، پیتر بیول پورتر، را در انتخابات فرمانداری نیویورک در سال 1817 شکست داد.کلینتون نفوذ خود را پشت ساخت راه‌آب ایری، یک پروژه جاه طلبانه که برای اتصال دریاچه ایری به اقیانوس اطلس طراحی شده بود، گذاشت.اگرچه بسیاری از متحدان ون بیورن از او خواستند که لایحه کلینتون را برای راه‌آب ایری مسدود کند، ون بورن معتقد بود که این راه‌آب به نفع ایالت خواهد بود.حمایت او از این لایحه به آن کمک کرد تا تصویب مجلس نیویورک را جلب کند.ون بیورن علی‌رغم حمایتش از راه‌آب ایری، رهبر یک جناح ضد کلینتونی در نیویورک شد که به "Bucktails" معروف است.
Bucktails موفق شد بر وفاداری حزب تاکید کند و از آن برای تصرف و کنترل بسیاری از پست های حمایتی در سراسر نیویورک استفاده کند.ون بورن از طریق استفاده از حمایت، روزنامه‌های وفادار، و ارتباط با مقامات و رهبران حزب محلی، چیزی را تأسیس کرد که به نام «سلطنت آلبانی» شناخته شد، یک ماشین سیاسی که به عنوان یک عامل مهم در سیاست نیویورک ظاهر شد.سلطنت به ائتلافی از کشاورزان کوچک متکی بود، اما از حمایت دستگاه تامانی هال در شهر نیویورک نیز برخوردار بود.در این دوران، ون بورن تا حد زیادی سیاست تامانی هال را برای جمهوریخواهان دموکرات نیویورک تعیین کرد.
رفراندوم ایالت نیویورک که در سال 1821 حق رای دادن به همه مردان سفیدپوست را گسترش داد و قدرت تامانی هال را بیشتر کرد، توسط ون بیورن هدایت شد.اگرچه فرماندار کلینتون تا اواخر سال 1822 در سمت خود باقی ماند، ون بیورن پس از انتخابات 1820 به عنوان رهبر دموکرات-جمهوری خواهان ایالت ظاهر شد.ون بیورن یکی از اعضای کنوانسیون قانون اساسی ایالتی 1820 بود که در آن از گسترش حقوق رای حمایت می کرد، اما با حق رای همگانی مخالف بود و سعی می کرد الزامات مالکیت را برای رای حفظ کند.

### ورود به سیاست ملی
در فوریه 1821، قانونگذار ایالتی، ون بیورن را به نمایندگی از نیویورک در مجلس سنای ایالات متحده انتخاب کرد.ون بیورن در دوران "عصر احساسات خوب" وارد واشینگتن شد، دوره ای که در آن تمایزات حزبی در سطح ملی محو شده بود.ون بیورن به سرعت به یک شخصیت برجسته در واشنگتن دی سی تبدیل شد و با وزیر خزانه داری ویلیام اچ. کرافورد و دیگران دوست شد.اگرچه ون بیورن یک خطیب استثنایی نبود، اما معمولاً پس از تحقیق گسترده در مورد موضوع مورد بحث، اغلب در مجلس سنا سخنرانی می کرد.ون بیورن علی‌رغم تعهداتش به‌عنوان پدر و رهبر حزب ایالتی، همچنان درگیر وظایف قانون‌گذاری خود بود و در طول دوران حضورش در سنا به‌عنوان رئیس کمیته مالی سنا و کمیته قضایی سنا خدمت می‌کرد.همانطور که او شهرت به دست آورد، ون بیورن نام هایی مانند "جادوگر کوچک" و "روباه حیله گر" را به دست آورد.
ون بیورن ترجیح داد از کرافورد به جای جان کویینسی آدامز، اندرو جکسون و هنری کلی در انتخابات ریاست جمهوری سال 1824 حمایت کند.کرافورد تمایل ون بیورن را به اصول جفرسونی حقوق ایالت ها و حکومت محدود داشت و ون بیورن معتقد بود که کرافورد شخصیت ایده آلی برای رهبری ائتلافی از نیویورک، پنسیلوانیا و ویرجینیا "ریچموند جونتو" است.حمایت ون بیورن از کرافورد مخالفت شدیدی را در نیویورک در قالب حزب مردم برانگیخت که مورد حمایت کلینتونی ها، فدرالیست ها و سایر مخالفان ون بیورن قرار گرفت.با این وجود، ون بیورن به کرافورد کمک کرد تا نامزدی ریاست جمهوری حزب دموکرات-جمهوری خواه را در مجمع نامزدهای کنگره در فوریه 1824 به دست آورد.دیگر نامزدهای دموکرات-جمهوری‌خواه در رقابت حاضر به پذیرش تصمیم کم‌حضور گروهی نشدند، و از آنجایی که حزب فدرالیست به عنوان یک حزب ملی فعالیت خود را متوقف کرده بود، مبارزات انتخاباتی 1824 به رقابتی بین چهار نامزد یک حزب تبدیل شد.اگرچه کرافورد دچار یک سکته مغزی شدید شد که باعث شد او در وضعیت سلامتی ضعیفی قرار بگیرد، ون بیورن به حمایت از نامزد منتخب خود ادامه داد.در ماه مه 1824، ون بیورن در تلاش برای تقویت نامزدی کرافورد با رئیس جمهور سابق 81 ساله توماس جفرسون ملاقات کرد، و اگرچه او در جلب حمایت عمومی برای کرافورد ناموفق بود، با این وجود فرصت دیدار با قهرمان سیاسی خود را گرامی داشت.
انتخابات 1824 ضربه سختی به سلطنت آلبانی وارد کرد، زیرا کلینتون با حمایت حزب مردم به فرمانداری بازگشت.در زمان تشکیل مجلس مقننه ایالتی برای انتخاب منتخبان ریاست جمهوری ایالت، نتایج سایر ایالت ها به وضوح نشان داده بود که هیچ فردی اکثریت آرای انتخاباتی را به دست نخواهد آورد، و این امر مستلزم برگزاری انتخابات احتمالی در مجلس نمایندگان ایالات متحده بود.در حالی که آدامز و جکسون در بین سه نفر برتر قرار گرفتند و واجد شرایط انتخاب در انتخابات احتمالی بودند، انتخاب کنندگان نیویورک به تعیین اینکه آیا کلی یا کرافورد سوم می شوند کمک می کنند.اگرچه اکثر آرای انتخاباتی ایالت به آدامز رسید، کرافورد یک رای انتخاباتی بیشتر از کلی در ایالت به دست آورد و شکست کلی در لوئیزیانا کرافورد را در جایگاه سوم قرار داد.در حالی که کرافورد هنوز در رقابت بود، ون بیورن با اعضای مجلس لابی کرد تا از او حمایت کنند.او امیدوار بود که در دومین رای گیری از انتخابات احتمالی، پیروزی کرافورد را مهندسی کند، اما آدامز در اولین رای گیری با کمک کلی و استفان ون رنسلر، نماینده کنگره از نیویورک، پیروز شد.ون رنسلر علیرغم روابط نزدیکش با ون بیورن، رای خود را به آدامز داد، بنابراین آدامز اکثریت محدود نمایندگان نیویورک را به دست آورد و در انتخابات احتمالی پیروز شد.
پس از رقابت مجلس نمایندگان، ون بیورن زیرکانه از بحث و جدل های بعدی خودداری کرد و شروع به چشم انتظاری به سال 1828 کرد.حامیان جکسون آدامز و کلی را متهم کردند که "معامله ای فاسد" انجام داده اند که در آن کلی به آدامز کمک کرد تا در ازای انتصاب کلی به عنوان وزیر امور خارجه، در انتخابات احتمالی پیروز شود.ون بیورن همیشه در برخورد با مخالفان مؤدبانه بود و نسبت به آدامز یا کلی تندی نشان نمی داد و به تایید نامزدی کلی برای کابینه رأی داد.در همان زمان، ون بیورن با برنامه‌های آدامز-کلی برای بهبودهای داخلی مانند جاده‌ها و کانال‌ها مخالفت کرد و از مشارکت ایالات متحده در کنگره پاناما خودداری کرد.ون بیورن پیشنهادهای آدامز را نشان دهنده بازگشت به مدل اقتصادی همیلتونی مورد علاقه فدرالیست ها دانست که او به شدت با آن مخالفت کرد.ون بیورن علیرغم مخالفتش با سیاست‌های عمومی آدامز، به راحتی در سال 1827 در ایالت تقسیم‌شده‌اش موفق به انتخاب مجدد شد.

### انتخابات 1828
هدف اصلی ون بیورن در سطح ملی، احیای یک سیستم دو حزبی با شکاف های حزبی بر اساس تفاوت های فلسفی بود، و او شکاف قدیمی بین فدرالیست ها و دموکرات-جمهوری خواهان را به نفع ملت می دانست.ون بیورن بر این باور بود که این احزاب ملی کمک کردند تا اطمینان حاصل شود که انتخابات در مورد مسائل ملی و نه بخشی یا محلی تصمیم گیری می شود.همانطور که او بیان کرد، "وابستگی به حزب در زمان های گذشته یک پادزهر کامل برای پیش داوری های مقطعی فراهم می کرد".پس از انتخابات 1824، ون بیورن در ابتدا تا حدودی نسبت به جکسون که مواضع محکمی در مورد اکثر مسائل سیاسی اتخاذ نکرده بود، بدبین بود.با این وجود، او با جکسون به عنوان تنها نامزدی که می‌توانست آدامز را در انتخابات ریاست‌جمهوری 1828 شکست دهد، رضایت داد و تلاش کرد تا حامیان سابق کرافورد را پشت سر جکسون قرار دهد.
او همچنین با دیگر اعضای کنگره مخالف آدامز، از جمله جان سی. کلهون، معاون رئیس جمهور، سناتور توماس هارت بنتون و سناتور جان رندولف، اتحاد برقرار کرد.ون بیورن در پی تثبیت جایگاه خود در نیویورک و تقویت مبارزات انتخاباتی جکسون، به ترتیب دادن تصویب تعرفه 1828، که مخالفان آن را به عنوان "تعرفه ظلم‌ها" می نامیدند، کمک کرد.هدف از این تعرفه محافظت از محصولات کشاورزی شمال و غرب در برابر رقابت خارجی بود، اما مالیات حاصل از واردات باعث کاهش سود بازرگانان نیوانگلند شد که مواد خام از جمله آهن را وارد کردند تا به کالاهای نهایی برای فروش مجدد بعدی تبدیل شوند، و همچنین کالاهای نهایی را وارد کردند.این تعرفه همچنین هزینه زندگی در جنوب را افزایش داد، زیرا ایالت های جنوبی ظرفیت تولید کمی داشتند، که آنها را ملزم به صادرات مواد خام از جمله پنبه یا فروش آنها به تولیدکنندگان شمالی، سپس واردات کالاهای نهایی با قیمت بالاتر یا خرید آنها از شمال کرد.بنابراین تعرفه بسیاری را که به دنبال حمایت از رقابت خارجی بودند راضی کرد، اما منافع پنبه جنوبی و واردکنندگان و تولیدکنندگان نیوانگلند را خشمگین کرد.از آنجا که ون بیورن معتقد بود جنوب هرگز از آدامز حمایت نخواهد کرد، و نیوانگلند هرگز از جکسون حمایت نخواهد کرد، او مایل بود از طریق تصویب تعرفه هر دو منطقه را بیگانه کند.
در همین حال، مرگ کلینتون بر اثر سکته قلبی در سال 1828 به طور چشمگیری سیاست ایالت ون بیورن را تکان داد، در حالی که حزب ضد ماسونی به عنوان یک عامل مهم فزاینده ظاهر شد.پس از اکراه اولیه، ون بیورن برای فرمانداری نیویورک در انتخابات 1828 نامزد شد.ون بیورن با امید به اینکه پیروزی جکسون منجر به ارتقای او به سمت وزیر امور خارجه یا وزیر خزانه داری شود، انوس تی تروپ را به عنوان معاون و جانشین ترجیحی خود انتخاب کرد.نامزدی ون بیورن با شکاف بین هواداران آدامز، که برچسب جمهوری خواهان ملی را پذیرفته بودند، و حزب ضد ماسونی کمک کرد.
ون بیورن با انعکاس ارتباط عمومی خود با جکسون، نامزدی فرمانداری را در برگه‌ای که خود را «جکسونی-دموکرات» می‌نامید، پذیرفت.او با تأکید بر مخالفت خود با سیاست‌های دولت آدامز، در مورد مسائل محلی و ملی به مبارزات انتخاباتی پرداخت.ون بیورن از جکسون پیشی گرفت و با 30000 رای در ایالت در مقایسه با اختلاف 5000 رای جکسون پیروز شد.در سطح ملی، جکسون آدامز را با اختلاف زیادی شکست داد و تقریباً در هر ایالت خارج از نیوانگلند پیروز شد.پس از انتخابات، ون بیورن از سنا استعفا داد تا دوره فرمانداری خود را آغاز کند، که در 1 ژانویه 1829 آغاز شد.در حالی که دوره او به عنوان فرماندار کوتاه بود، او موفق شد قانون صندوق ایمنی بانک، شکل اولیه بیمه سپرده را از طریق قانونگذار تصویب کند.او همچنین چندین حامی کلیدی از جمله ویلیام ال. مارسی و سیلاس رایت را به سمت های مهم دولتی منصوب کرد.

## دولت جکسون (1829-1837)

### وزیر امور خارجه

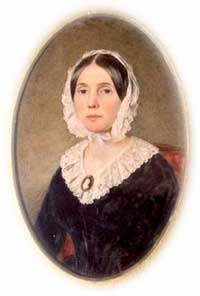
خانم فلورید کلهون، یکی از رهبران "پتیکال ها"

در فوریه 1829، جکسون به ون بیورن نامه نوشت تا از او بخواهد وزیر امور خارجه شود.ون بیورن به سرعت موافقت کرد و در ماه بعد از سمت فرمانداری استعفا داد.دوره تصدی او به مدت چهل و سه روز کوتاهترین فرماندار نیویورک است.هیچ بحران دیپلماتیک جدی در دوران تصدی ون بیورن به عنوان وزیر امور خارجه به وجود نیامد، اما او به چندین موفقیت چشمگیر دست یافت، مانند حل و فصل دعاوی طولانی مدت علیه فرانسه و دریافت غرامت برای اموالی که در طول جنگ های ناپلئون مصادره شده بود.او با بریتانیا برای باز کردن تجارت با مستعمرات هند غربی بریتانیا به توافق رسید و با امپراتوری عثمانی معاهده ای منعقد کرد که بازرگانان آمریکایی را به دریای سیاه دسترسی داد.مواردی که او در مورد آنها به موفقیت نرسید شامل حل و فصل اختلافات مرزی مین-نیوبرانزویک با بریتانیای کبیر، به دست آوردن حل و فصل ادعای ایالات متحده در مورد کشور اورگان، انعقاد یک معاهده تجاری با روسیه، و متقاعد کردن مکزیک برای فروش تگزاس بود.
علاوه بر وظایف سیاست خارجی خود، ون بیورن به سرعت به عنوان مشاور مهم جکسون در مورد مسائل اصلی داخلی مانند تعرفه ها و بهبودهای داخلی ظاهر شد.وزیر امور خارجه در متقاعد کردن جکسون برای صدور وتوی جاده میسویل، که هم بر اصول محدود دولت تاکید می‌کرد و هم به جلوگیری از ساخت پروژه‌های زیربنایی که به طور بالقوه می‌توانند با راه‌آب ایری نیویورک رقابت کنند، کمک کرد، نقش مهمی داشت.او همچنین درگیر جنگ قدرت با کلهون بر سر انتصابات و مسائل دیگر، از جمله ماجرای پتیکوات شد.ماجرای پتیکوات به این دلیل به وجود آمد که پگی ایتون، همسر وزیر جنگ جان ایتون، توسط سایر همسران کابینه به دلیل شرایط ازدواجش طرد شد.
دیگر همسران کابینه به رهبری فلورید کلهون، همسر معاون رئیس جمهور جان کلهون، از دادن تماس های ادبی با ایتون ها، پذیرایی از آنها به عنوان بازدیدکننده یا دعوت آنها به رویدادهای اجتماعی خودداری کردند.به عنوان یک بیوه، ون بیورن تحت تأثیر موقعیت همسران کابینه قرار نگرفت.ون بیورن در ابتدا به دنبال اصلاح شکاف در کابینه بود، اما بیشتر شهروندان برجسته در واشنگتن همچنان از ایتون ها چشم پوشی می کردند.جکسون به ایتون نزدیک بود و به این نتیجه رسید که اتهامات علیه ایتون ناشی از توطئه ای علیه دولت او به رهبری هنری کلی است.ماجرای پتیکوات، همراه با یک بحث بحث برانگیز در مورد تعرفه و انتقادات ده ساله کلهون از اقدامات جکسون در اولین جنگ سمینول، به شکاف بین جکسون و کلهون کمک کرد.از آنجایی که بحث بر سر تعرفه و توانایی پیشنهادی کارولینای جنوبی برای لغو قوانین فدرال، واشنگتن را درگیر کرد، ون بیورن، نه کلهون، به طور فزاینده ای به عنوان جانشین احتمالی جکسون ظاهر شد.
ماجرای پتیکوات سرانجام زمانی حل شد که ون بیورن پیشنهاد استعفا داد.در آوریل 1831، جکسون با درخواست استعفای اعضای کابینه ضد ایتون، کابینه خود را پذیرفت و سازماندهی مجدد کرد.رئیس پست ژنرال ویلیام تی. باری، که در ماجرای پتیکوات با ایتون ها طرف شده بود، تنها عضو کابینه بود که در سمت خود باقی ماند.سازماندهی مجدد کابینه متحدان کلهون را از دولت جکسون حذف کرد و ون بیورن نقش مهمی در شکل دادن کابینه جدید داشت.پس از ترک پست، ون بیورن به ایفای نقش در حلقه خواص، حلقه غیررسمی مشاوران جکسون ادامه داد.

### سفیر در بریتانیا و معاون رئیس جمهور

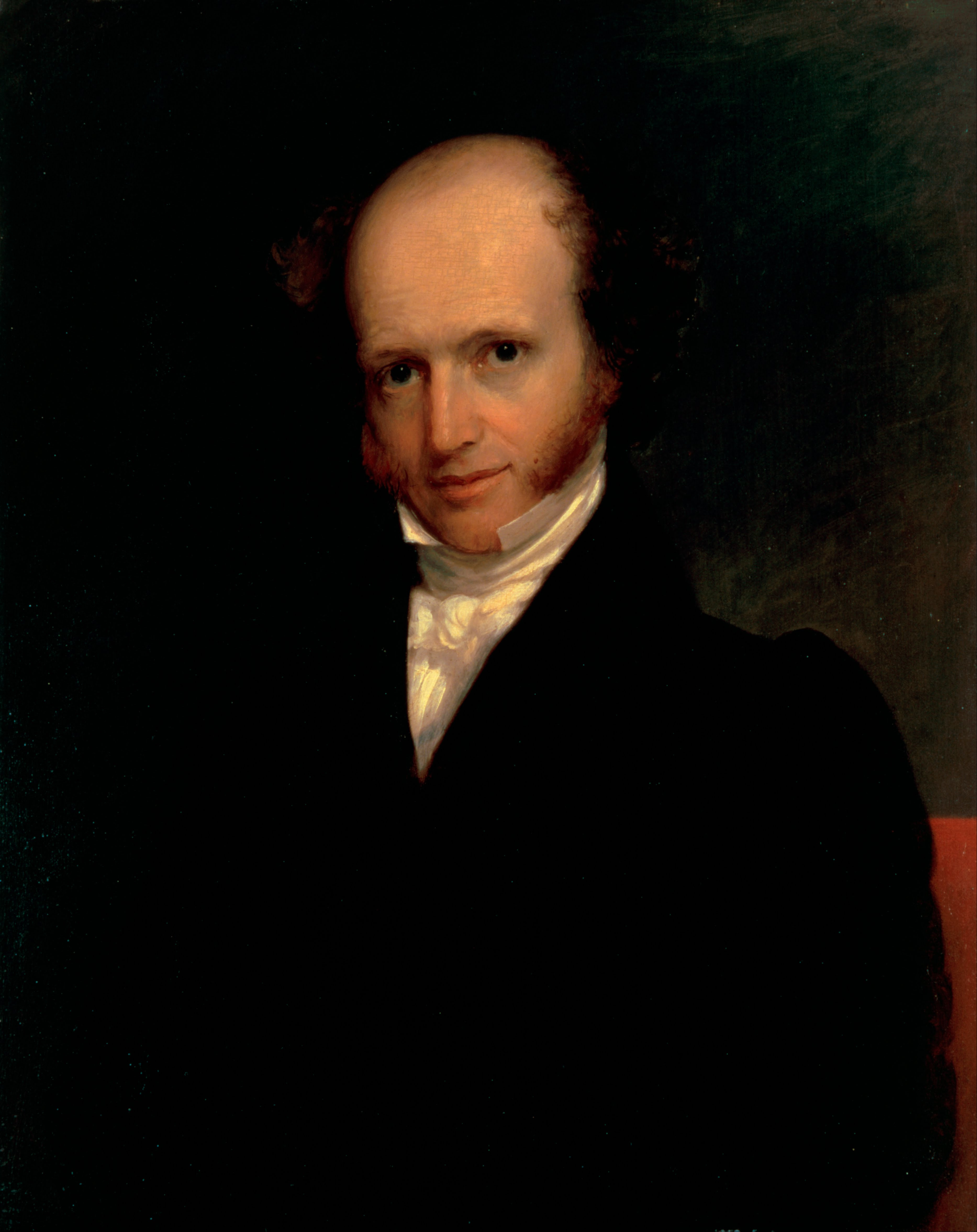
نقاشی ون بیورن اثر فرانسیس الکساندر، 1830

در اوت 1831، جکسون به ون بیورن وقت استراحت به عنوان سفیر در بریتانیا داد و ون بیورن در سپتامبر وارد لندن شد.او صمیمانه مورد استقبال قرار گرفت، اما در فوریه 1832، اندکی پس از تولد 49 سالگی او، متوجه شد که سنا نامزدی او را رد کرده است.رد ون بیورن اساسا کار کلهون بود.هنگامی که رای گیری در مورد نامزدی ون بیورن انجام شد، به اندازه کافی از طرفداران کلهون جکسون ها از رای دادن برای ایجاد یک تساوی خودداری کردند، که به کلهون اجازه داد تا رای تعیین کننده علیه ون بیورن بدهد.
کلهون خوشحال بود و متقاعد شده بود که کار ون بیورن را به پایان رسانده است.کلهون به یکی از دوستانش گفت: "این او را می کشد، آقا، او را مرده می کشد. او هرگز لگد نمی زند، آقا، هرگز لگد نمی زند."حرکت کلهون نتیجه معکوس داشت.کلهون با نشان دادن ون بیورن قربانی سیاست های کوچک، ون بیورن را هم از نظر جکسون و هم از احترام دیگران در حزب دموکرات بزرگ کرد.عمل کلهون به دور از پایان دادن به حرفه ون بیورن، انگیزه بیشتری به نامزدی ون بیورن برای معاونت رئیس جمهور داد.
جکسون به دنبال اطمینان از اینکه ون بیورن جایگزین کلهون به عنوان معاون او خواهد شد، یک گردهمایی ملی از طرفدارانش ترتیب داده بود.کنوانسیون ملی دموکرات ها در ماه مه 1832 متعاقباً ون بیورن را به عنوان معاون نامزد ریاست جمهوری نامزد کرد.ون بیورن به دلیل حمایت جکسون و قدرت سلطنت آلبانی نامزدی را بر فیلیپ پی باربور (نامزد مورد علاقه کالهون) و ریچارد ام. جانسون به دست آورد.پس از بازگشت ون بیورن از اروپا در ژوئیه 1832، او درگیر جنگ بانک شد، مبارزه بر سر تجدید اساسنامه بانک دوم ایالات متحده.
ون بیورن مدت‌ها به بانک‌ها بی‌اعتماد بود، و به بانک به‌عنوان توسعه‌ای از برنامه اقتصادی همیلتونی می‌نگرید، بنابراین از وتوی جکسون در مورد منشور مجدد بانک حمایت کرد.هنری کلی، نامزد ریاست جمهوری جمهوری خواهان ملی، مبارزه بر سر بانک را به موضوع کلیدی انتخابات ریاست جمهوری سال 1832 تبدیل کرد.بلیت جکسون–ون بیورن در انتخابات 1832 با قاطعیت برنده شد، و ون بیورن به عنوان هشتمین معاون رئیس جمهور ایالات متحده در 4 مارس 1833 در سن 50 سالگی کار خود را آغاز کرد.در طول بحران لغو، ون بیورن به جکسون توصیه کرد که سیاست آشتی با رهبران کارولینای جنوبی را دنبال کند.او نقش مستقیم کمی در تصویب تعرفه 1833 ایفا کرد، اما بی سر و صدا امیدوار بود که این تعرفه به پایان دادن به بحران ابطال کمک کند، که چنین شد.
به عنوان معاون رئیس جمهور، ون بیورن همچنان یکی از مشاوران و معتمدان اصلی جکسون بود و جکسون را در تور شمال شرقی ایالات متحده در سال 1833 همراهی کرد.مبارزه جکسون با بانک دوم ایالات متحده ادامه یافت، زیرا رئیس جمهور به دنبال حذف وجوه فدرال از بانک بود.اگرچه ون بیورن در ابتدا از حذف به دلیل حمایت کنگره از بانک نگران بود، اما سرانجام ون بیورن از سیاست جکسون حمایت کرد.او همچنین به تضعیف اتحاد تازه بین جکسون و دنیل وبستر، سناتوری از ماساچوست که می‌توانست پروژه ون بیورن برای ایجاد دو حزب را که به جای شخصیت‌ها از هم جدا می‌شوند، تهدید کند، کمک کرد.در دوره دوم جکسون، حامیان رئیس جمهور شروع به معرفی خود به عنوان اعضای حزب دموکرات کردند.در همین حال، مخالفان جکسون، از جمله جمهوری خواهان ملی کلی، پیروان کلهون و وبستر، و بسیاری از اعضای حزب ضد ماسونی، در حزب ویگ متحد شدند.

### انتخابات ریاست جمهوری 1836
رئیس جمهور اندرو جکسون از انتخاب یک دوره دیگر در انتخابات ریاست جمهوری 1836 خودداری کرد، اما با پایان یافتن دوره دوم او در حزب دموکرات همچنان تأثیرگذار باقی ماند.جکسون مصمم بود به انتخاب ون بیورن در سال 1836 کمک کند تا ون بیورن بتواند سیاست های دولت جکسون را ادامه دهد.این دو مرد - «هیکوری قدیمی» کاریزماتیک و «روباه حیله‌گر» کارآمد- شخصیت‌های کاملاً متفاوتی داشتند، اما طی هشت سال حضور با هم به یک تیم مؤثر تبدیل شده بودند.با حمایت جکسون، ون بیورن نامزد ریاست جمهوری در کنوانسیون ملی دموکرات 1835 بدون مخالفت را به دست آورد.دو نام برای نامزدی معاون رئیس جمهور مطرح شد: نماینده ریچارد ام. جانسون از کنتاکی، و سناتور سابق ویلیام سی. ریوس از ویرجینیا.دموکرات های جنوبی و خود ون بیورن، ریوس را به شدت ترجیح می دادند.از طرف دیگر جکسون به شدت جانسون را ترجیح می داد.باز هم، نفوذ قابل توجه جکسون غالب شد، و جانسون دو سوم آرای لازم را پس از آن که سیلاس رایت، سناتور نیویورک، بر ادوارد راکر غیر نماینده غلبه کرد و 15 رای هیئت غایب تنسی را به نفع جانسون به صندوق انداخت، به دست آورد.

نتایج رای گیری انتخابات 1836

رقبای ون بیورن در انتخابات 1836 سه عضو حزب ویگ بودند که ائتلافی سست باقی ماندند که با مخالفت متقابل با سیاست‌های ضد بانکی جکسون پیوند خورد.ویگ‌ها با نداشتن اتحاد حزب یا قدرت سازمانی برای ارائه یک بلیط واحد یا تعریف یک پلتفرم واحد، نامزدهای منطقه‌ای متعددی را به امید ارسال انتخابات به مجلس نمایندگان معرفی کردند.سه نامزد هیو لاسون وایت از تنسی، دانیل وبستر از ماساچوست و ویلیام هنری هریسون از ایندیانا بودند.ویگ‌ها علاوه بر حمایت از پیشرفت‌های داخلی و بانک ملی، سعی کردند دموکرات‌ها را به الغاگرایی و تنش‌های مقطعی گره بزنند و به جکسون به دلیل "اقدامات تجاوزکارانه و غصب قدرت" حمله کردند.
رای دهندگان جنوبی بزرگترین مانع بالقوه برای تلاش ون بیورن برای ریاست جمهوری بودند، زیرا بسیاری از چشم انداز رئیس جمهور شمالی نگران بودند.ون بورن برای جلب حمایت آنها حرکت کرد و به آنها اطمینان داد که با الغا مخالف است و از حفظ برده داری در ایالت هایی که قبلاً وجود داشت حمایت می کند.ون بیورن برای نشان دادن سازگاری در مورد عقایدش در مورد برده داری، رأی قطعی سنا را به لایحه ای داد که نامه های لغو را تحت قوانین ایالتی قرار دهد، بنابراین اطمینان حاصل کرد که گردش آن در جنوب ممنوع خواهد بود.ون بیورن برده داری را غیراخلاقی می دانست اما قانون اساسی آن را تایید می کرد.
ون بیورن با کسب 764,198 رای مردمی، 50.9 درصد از کل و 170 رای انتخاباتی برنده انتخابات شد.هریسون با 73 رای انتخاباتی، وایت 26 و وبستر 14 رای را رهبری کرد.ویلی پرسون منگوم 11 رای انتخاباتی کارولینای جنوبی را دریافت کرد که توسط مجلس قانونگذاری ایالتی اعطا شد.پیروزی ون بیورن ناشی از ترکیبی از ویژگی‌های جذاب سیاسی و شخصی، محبوبیت و تایید جکسون، قدرت سازمانی حزب دمکرات، و ناتوانی حزب ویگ در گردآوری یک نامزد و کمپین مؤثر بود.علیرغم عدم سازماندهی، ویگ ها به هدف خود برای تحمیل انتخابات به مجلس نمایندگان نزدیک شدند، با پیروزی ون بیورن در ایالت تعیین کننده پنسیلوانیا با کمی بیش از 4000 رأی دهنده، که نشان دهنده شکنندگی ائتلاف رأی دهندگان ون بیورن است.منتخبان ریاست جمهوری ویرجینیا به ون بیورن برای ریاست جمهوری رأی دادند، اما به ویلیام اسمیت برای معاون رئیس جمهور رأی دادند و جانسون را با یک رأی انتخاباتی کمتر از انتخاب کردند.مطابق با متمم دوازدهم، سنا جانسون را معاون رئیس جمهور در یک رأی گیری مشروط انتخاب کرد.
انتخابات 1836 نقطه عطف مهمی در تاریخ سیاسی آمریکا بود، زیرا شاهد تأسیس نظام حزب دوم بود.در اوایل دهه 1830، ساختار حزب سیاسی هنوز به سرعت در حال تغییر بود و رهبران جناحی و شخصی همچنان نقش اصلی را در سیاست بازی می کردند.در پایان مبارزات انتخاباتی 1836، سیستم جدید حزب دوم تقریباً کامل شد، زیرا تقریباً هر جناحی توسط دموکرات‌ها یا ویگ‌ها جذب شده بود.

## ریاست جمهوری (1837–1841)

### کابینه
مارتین ون بیورن در 4 مارس 1837 به عنوان هشتمین رئیس جمهور ایالات متحده سوگند یاد کرد. او بسیاری از کابینه جکسون و منصوبان سطوح پایین تر را حفظ کرد، زیرا امیدوار بود که حفظ منصوبان جکسون باعث توقف حرکت ویگ در جنوب و احیای آن شود.اعضای کابینه نماینده مناطق مختلف کشور بودند: لوی وودبری وزیر خزانه داری از نیوانگلند، دادستان کل بنیامین فرانکلین باتلر و ماهلون دیکرسون وزیر نیروی دریایی به ترتیب از نیویورک و نیوجرسی، وزیر امور خارجه جان فورسایت از نیویورک آمدند.جورجیا نماینده جنوب و رئیس پست ژنرال آموس کندال از کنتاکی نماینده غرب بود.
برای سمت آزاد تنها وزیر جنگ، ون بیورن ابتدا به ویلیام سی. ریوس نزدیک شد، که در سال 1836 به دنبال معاونت ریاست جمهوری بود. پس از اینکه ریوس از پیوستن به کابینه خودداری کرد، ون بیورن جوئل رابرتز پوینست، یک اهل کارولینای جنوبی را منصوب کرد که با جدایی مخالفت کرده بود.بحران ابطال انتخاب‌های کابینه ون بیورن توسط پنسیلوانیایی‌هایی مانند جیمز بیوکنن مورد انتقاد قرار گرفت که استدلال می‌کرد که ایالت آنها مستحق پست کابینه است و همچنین برخی دموکرات‌ها که استدلال می‌کردند ون بیورن باید از قدرت حمایتی خود برای افزایش قدرت خود استفاده می‌کرد.با این حال، ون بیورن ارزش خود را در اجتناب از نبردهای حمایتی جنجالی می دانست و تصمیم او برای حفظ کابینه جکسون به وضوح نشان داد که او قصد دارد به سیاست های سلف خود ادامه دهد.علاوه بر این، ون بیورن به انتخاب منصوبان کابینه جکسون کمک کرده بود و از روابط کاری قوی با آنها لذت می برد.
ون بیورن به طور منظم جلسات رسمی کابینه برگزار کرد و گردهمایی غیررسمی مشاوران را که در دوران ریاست جمهوری جکسون توجه زیادی را به خود جلب کرده بود، متوقف کرد.او از روسای بخش‌ها مشاوره می‌خواست، مبادلات آشکار و حتی صریح بین اعضای کابینه را تحمل می‌کرد و خود را یک میانجی و تا حدی داور بین نظرات متضاد مشاورانش می‌دانست.چنین جدایی به رئیس جمهور این امکان را می داد که قضاوت خود را حفظ کند و از امتیاز خود برای تصمیم گیری نهایی محافظت کند.این بحث‌های آزاد به اعضای کابینه احساس مشارکت می‌داد و باعث می‌شد که به جای عوامل اجرایی منزوی، احساس کنند که بخشی از یک نهاد فعال هستند.ون بیورن از نزدیک درگیر امور خارجی و امور مربوط به وزارت خزانه داری بود.اما اداره پست، وزارت جنگ، و وزارت نیروی دریایی از خودمختاری قابل توجهی زیر نظر دبیران کابینه مربوطه برخوردار بودند.

### وحشت 1837

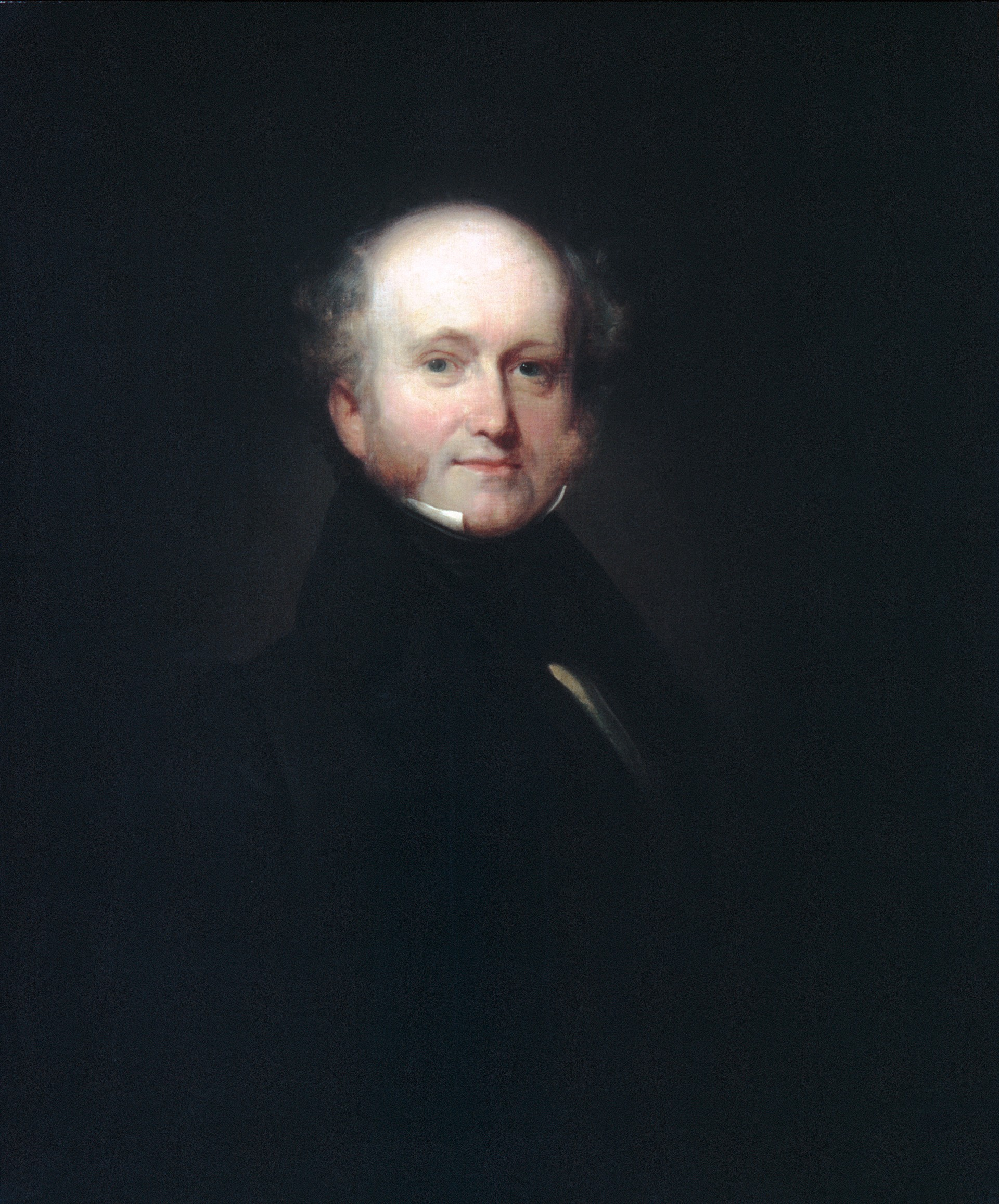
نقاشی ون بیورن اثر هنری اینمن، 1837-1838

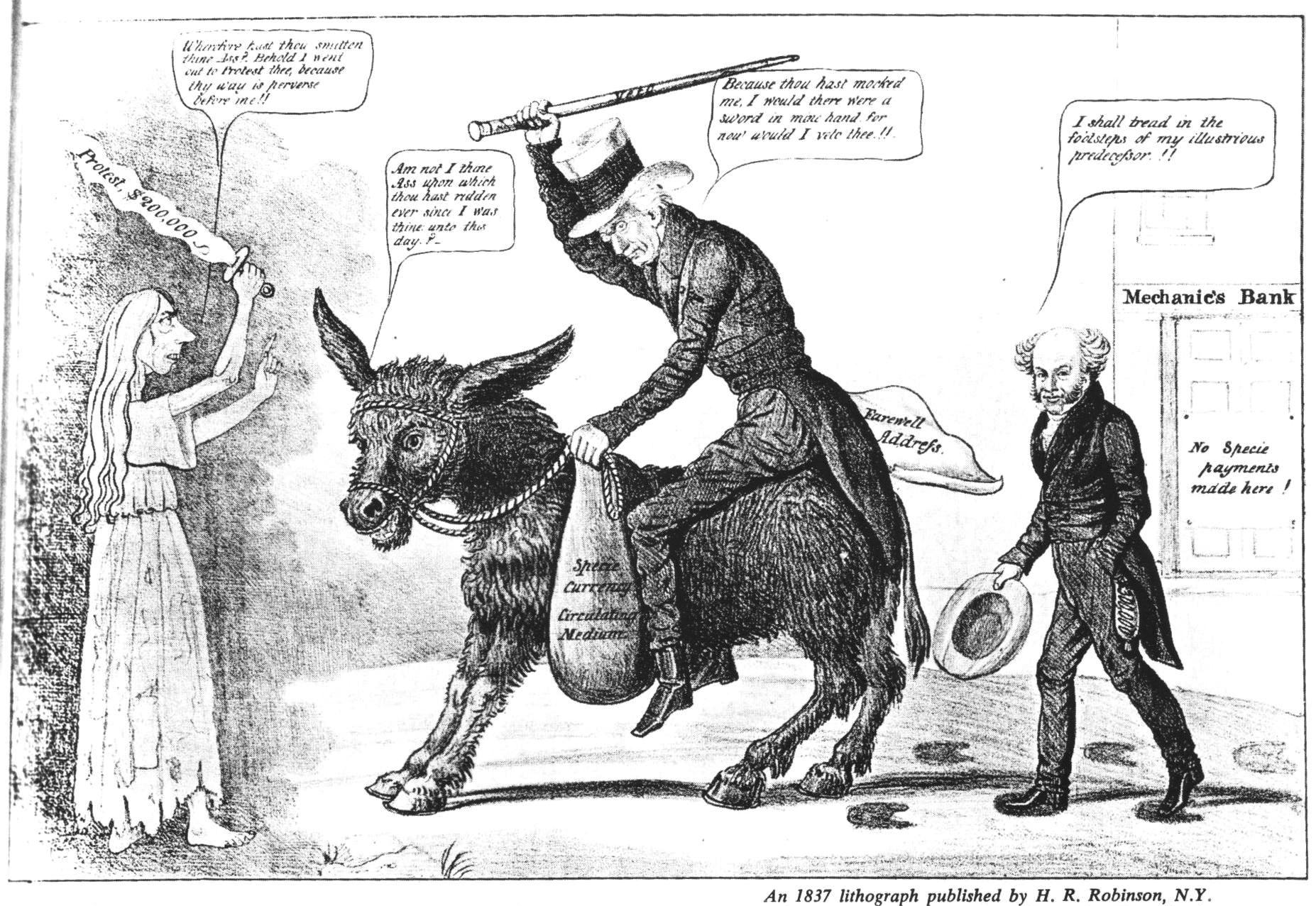
«بالام مدرن و الاغش»، کاریکاتور 1837 که سرزنش وحشت سال 1837 و وضعیت خطرناک سیستم بانکی رئیس جمهور مستعفی اندرو جکسون را نشان می دهد، سوار بر الاغی نشان داده شده است، در حالی که رئیس جمهور مارتین ون بورن اظهار نظر موافقانه می کند.

وقتی ون بیورن وارد قدرت شد، سلامت اقتصادی کشور رو به وخامت گذاشته بود و رونق اوایل دهه 1830 به پایان رسیده بود.دو ماه پس از ریاست جمهوری او، در 10 مه 1837، برخی از بانک های دولتی مهم نیویورک که ذخایر ارزی خود را تمام می کردند، از تبدیل پول کاغذی به طلا یا نقره خودداری کردند و سایر مؤسسات مالی در سراسر کشور به سرعت از این کار پیروی کردند.این بحران مالی به وحشت 1837 معروف شد.هراس با یک رکود پنج ساله همراه شد که در آن بانک ها شکست خوردند و بیکاری به بالاترین حد خود رسید.
ون بیورن علت فروپاشی اقتصادی را موسسات تجاری و مالی حریص آمریکایی و خارجی و همچنین افزایش بیش از حد اعتبار توسط بانک های ایالات متحده می داند.رهبران ویگ در کنگره، دموکرات ها را به همراه سیاست های اقتصادی اندرو جکسون، به ویژه بخشنامه ویژه او در سال 1836، مقصر دانستند.فریادهای "لغو بخشنامه!" بالا رفت و جکسون، رئیس جمهور سابق، پیامی را به ون بیورن فرستاد و از او خواست که این دستور را لغو نکند، زیرا معتقد بود که باید به آن زمان کافی برای کار داده شود.دیگران، مانند نیکولاس بیدل، معتقد بودند که برچیدن بانک ایالات متحده توسط جکسون به طور مستقیم مسئول ایجاد غیرمسئولانه پول کاغذی توسط بانک های دولتی بود که این وحشت را تشدید کرده بود.وحشت 1837 در چرخه انتخابات 1838 گسترده شد، زیرا اثرات انتقالی رکود اقتصادی منجر به دستاوردهای ویگ در مجلس نمایندگان و سنای ایالات متحده شد.انتخابات ایالتی در 1837 و 1838 نیز برای دموکرات‌ها فاجعه‌بار بود، و بهبود نسبی اقتصادی در سال 1838 با دومین بحران تجاری در اواخر همان سال جبران شد.
برای مقابله با این بحران، ویگ ها پیشنهاد اجاره مجدد بانک ملی را دادند.رئیس‌جمهور با پیشنهاد ایجاد خزانه‌داری مستقل ایالات متحده مخالفت کرد، که به عقیده او سیاست را از عرضه پول این کشور خارج می‌کند.بر اساس این طرح، دولت پول خود را در طلا یا نقره نگه می دارد و از چاپ پول کاغذی به میل خود محدود می شود.هر دو اقدام برای جلوگیری از تورم طراحی شده بودند.این طرح برای همیشه دولت را از بانک های خصوصی با ذخیره وجوه دولتی در صندوق های دولتی به جای بانک های خصوصی جدا می کند.ون بیورن پیشنهاد خود را در سپتامبر 1837 اعلام کرد، اما اتحاد دموکرات های محافظه کار و ویگ ها تا سال 1840 از تبدیل شدن آن به قانون جلوگیری کرد.همانطور که بحث ادامه یافت، دموکرات های محافظه کار مانند ریوس به حزب ویگ فرار کردند، حزبی که خود در مخالفت با ون بیورن متحدتر شد.ویگ ها سیستم مستقل خزانه داری را در سال 1841 لغو کردند، اما در سال 1846 احیا شد و تا تصویب لایحه فدرال رزرو در سال 1913 بر جای ماند.برای آینده نزدیک ون بیورن از اهمیت بیشتری برخوردار است.

### حذف سرخپوستان
سیاست فدرال تحت فرمان جکسون به دنبال انتقال قبایل سرخپوست به سرزمین‌های غرب رود می‌سی‌سی‌پی از طریق قانون حذف سرخپوستان در سال 1830 بود، و دولت فدرال در طول ریاست‌جمهوری ون بیورن، 19 معاهده با قبایل سرخپوست مذاکره کرد.معاهده 1835 نیو اچوتا که توسط مقامات دولتی و نمایندگان قبیله چروکی امضا شد، شرایطی را تعیین کرد که بر اساس آن چروکی‌ها قلمرو خود را در جنوب شرقی واگذار کردند و موافقت کردند که به سمت غرب به اکلاهما حرکت کنند.در سال 1838، ون بیورن به ژنرال وینفیلد اسکات دستور داد تا همه کسانی را که هنوز از این معاهده پیروی نکرده بودند به زور منتقل کند.
چروکی‌ها با خشونت به اردوگاه‌های اسارت منتقل شدند و در آنجا برای تابستان 1838 نگهداری شدند.حمل و نقل واقعی به غرب به دلیل گرما و خشکسالی شدید به تأخیر افتاد، اما در پاییز، چروکی‌ها با اکراه موافقت کردند که خود را به غرب منتقل کنند.حدود 20000 نفر بر خلاف میل آنها در جریان حذف چروکی، بخشی از دنباله اشک، نقل مکان کردند.قابل توجه، رالف والدو امرسون، که در ادامه تبدیل به برجسته‌ترین مرد ادبی آمریکا شد، نامه‌ای نوشت ون بیورن در اعتراض به رفتارش با چروکی.

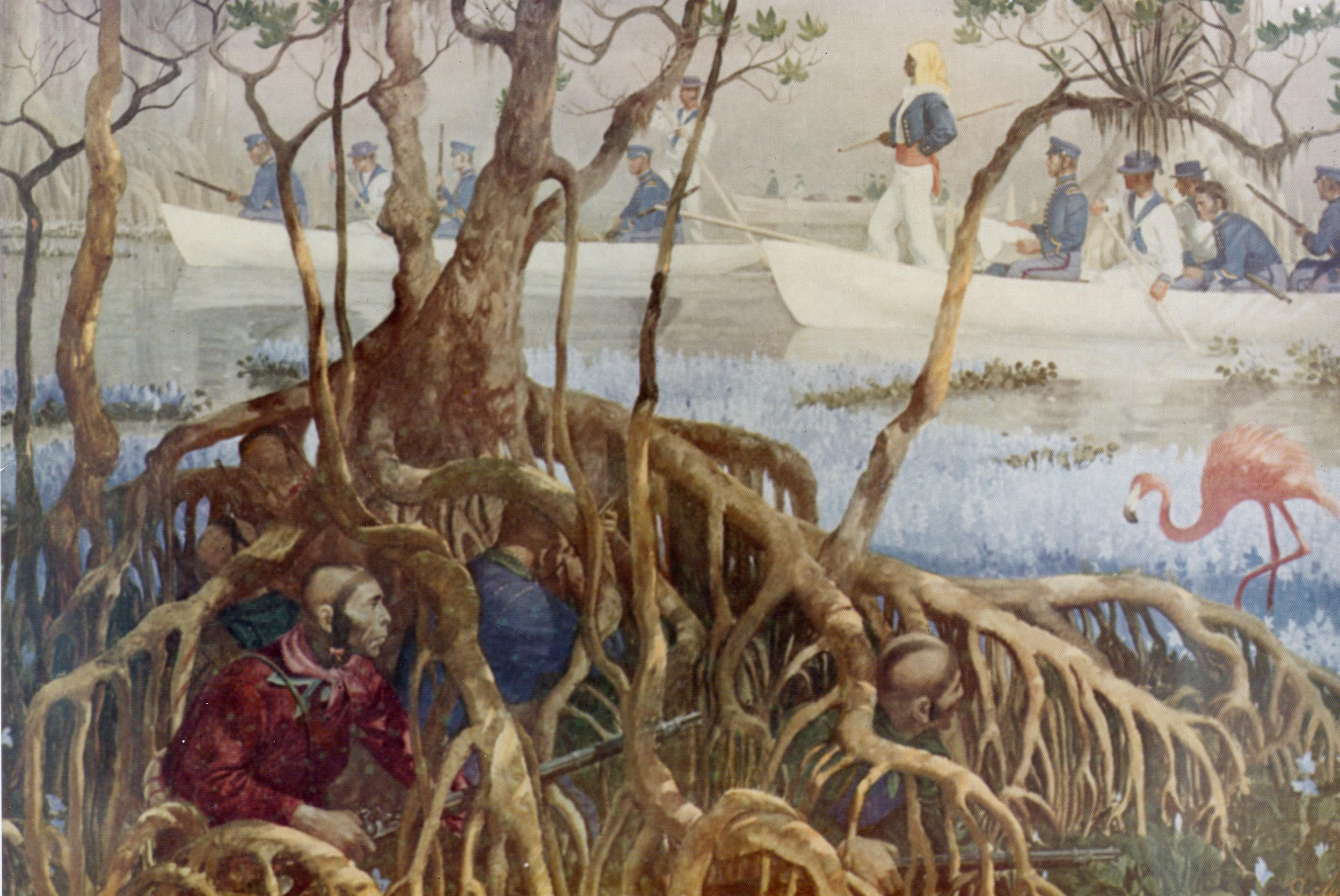
یک اکسپدیشن قایق تفنگداران دریایی ایالات متحده در حال جستجوی اورگلیدز در طول جنگ دوم سمینول

پرزیدنت جکسون از ارتش استفاده کرد تا سرخپوستان سمینول را در فلوریدا مجبور کند به سمت غرب حرکت کنند.بسیاری تسلیم شدند اما سپس از اردوگاه های بازداشت گریختند.در دسامبر 1837، در جنگ دوم سمینول، ارتش یک حمله گسترده را آغاز کرد که منجر به نبرد دریاچه اوکیچوبی و مرحله جدیدی از فرسایش شد.دولت با درک اینکه حذف سمینول‌های باقی‌مانده از فلوریدا تقریباً غیرممکن است، در مورد مصالحه‌ای مذاکره کرد که به آنها اجازه می‌دهد در جنوب غربی فلوریدا بمانند.

### تگزاس
اندرو جکسون درست قبل از ترک مقام خود در مارس 1837، جمهوری تگزاس را که در انقلاب تگزاس از مکزیک استقلال یافته بود، به رسمیت شناخت.جکسون با پیشنهاد چشم انداز الحاق سریع، خطر جنگ با مکزیک و افزایش تنش های مقطعی را در داخل کشور مطرح کرد.طرفداران لغو الغای نیوانگلند متهم کردند که "توطئه برده داری برای به دست آوردن تگزاس" وجود دارد، و دنیل وبستر رسماً الحاق را محکوم کرد.
ون بیورن جسورانه سیاست های جکسون را معکوس کرد و به دنبال صلح در خارج از کشور و هماهنگی در داخل بود.او با رد تهدید جکسون مبنی بر حل و فصل آن با زور، راه حل دیپلماتیکی را برای اختلافات مالی طولانی مدت بین شهروندان آمریکایی و دولت مکزیک پیشنهاد کرد.به همین ترتیب، زمانی که وزیر تگزاس در واشنگتن دی سی، الحاق به دولت را در آگوست 1837 پیشنهاد کرد، به او گفته شد که این پیشنهاد قابل قبول نیست.ظلم‌های قانون اساسی و ترس از جنگ با مکزیک دلایلی برای رد این درخواست بود، اما نگرانی از این که منجر به درگیری بر سر گسترش برده‌داری شود بدون شک بر ون بیورن تأثیر گذاشت و همچنان مانع اصلی الحاق بود.دموکرات‌های شمالی و جنوبی از یک قانون ناگفته پیروی کردند: شمالی‌ها به خنثی کردن پیشنهادهای ضد برده‌داری کمک کردند و جنوبی‌ها از تحریک برای الحاق تگزاس خودداری کردند.تگزاس پیشنهاد الحاق را در سال 1838 پس گرفت.

### خشونت مرزی با کانادا

#### قسمت کارولین

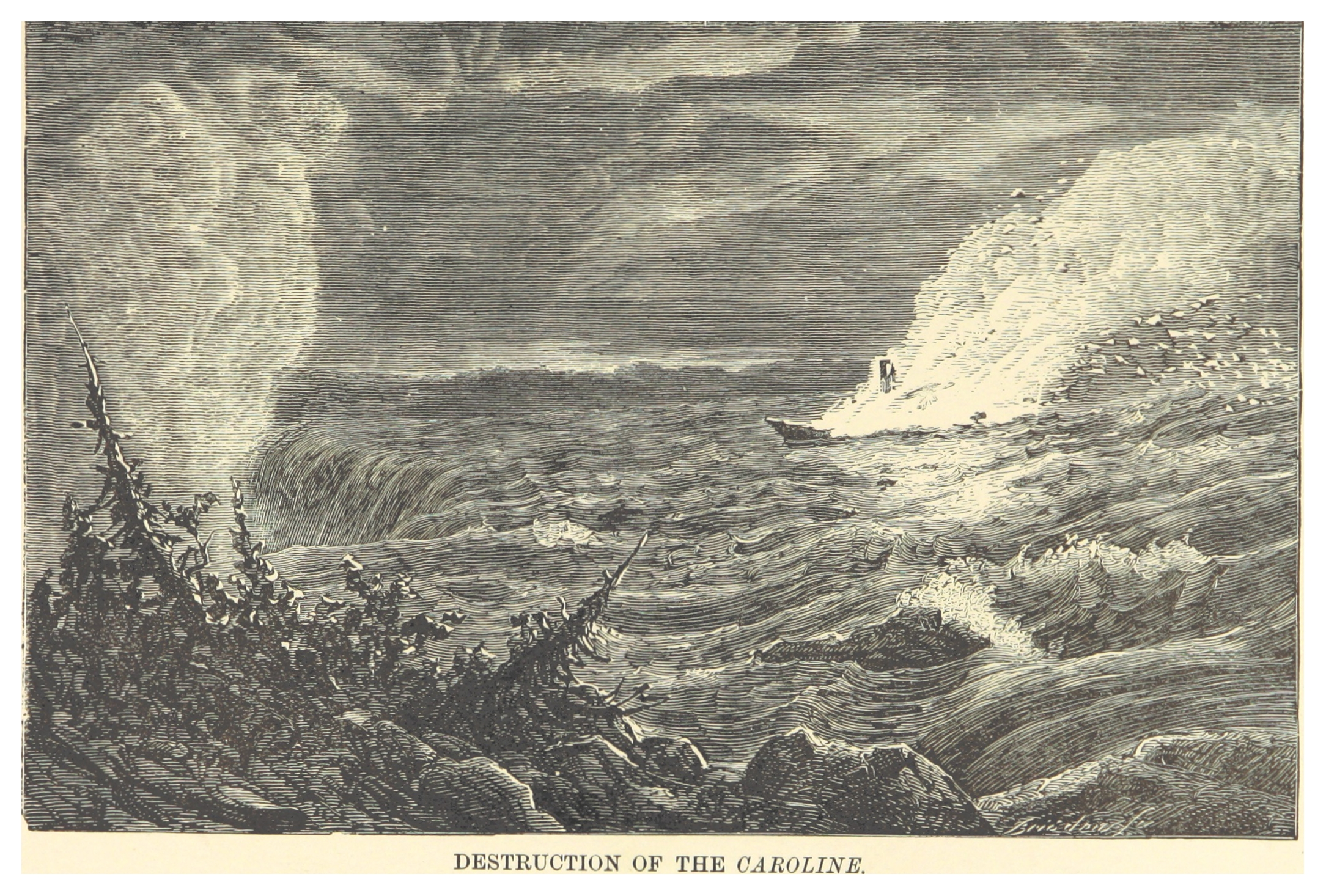
"تخریب کارولین"، تصویری از جان چارلز دنت (1881)

اتباع بریتانیایی در کانادای سفلی (کبک کنونی) و کانادای علیا (انتاریوی کنونی) در سال های 1837 و 1838 به شورش برخاستند و در اعتراض به عدم وجود دولت مسئول خود اعتراض کردند.در حالی که شورش اولیه در کانادا علیا به سرعت پایان یافت (پس از نبرد دسامبر 1837 میخانه مونتگومری)، بسیاری از شورشیان از طریق رود نیاگارا به نیویورک گریختند، و رهبر شورشیان کانادای علیا ویلیام لاین مکنزی شروع به استخدام داوطلبان در بافلو کرد.مکنزی تأسیس جمهوری کانادا را اعلام کرد و طرحی را به اجرا گذاشت که به موجب آن داوطلبان از جزیره نیروی دریایی در سمت کانادایی رودخانه نیاگارا به کانادا علیا حمله کنند.چند صد داوطلب در هفته های بعد به جزیره نیروی دریایی سفر کردند.آنها قایق بخار کارولین را برای رساندن تجهیزات به جزیره نیروی دریایی از فورت شلوسر تهیه کردند.به دنبال جلوگیری از تهاجم قریب‌الوقوع، نیروهای بریتانیایی در اواخر دسامبر 1837 به کرانه آمریکایی رودخانه رفتند و کارولین را سوزاندند و غرق کردند. یک آمریکایی کشته و تعدادی دیگر زخمی شدند.
احساسات قابل توجهی در ایالات متحده برای اعلان جنگ به وجود آمد و یک کشتی انگلیسی برای انتقام سوزانده شد.ون بیورن، که به دنبال اجتناب از جنگ با بریتانیای کبیر بود، ژنرال وینفیلد اسکات را برای حفاظت و صلح خود به مرز کانادا-ایالات متحده با قدرت‌های اختیاری بزرگ فرستاد.اسکات بر شهروندان آمریکایی نیاز به حل مسالمت آمیز بحران را تحت تأثیر قرار داد و به صراحت اعلام کرد که دولت ایالات متحده از آمریکایی های ماجراجو که به بریتانیا حمله می کنند حمایت نخواهد کرد.در اوایل ژانویه 1838، رئیس جمهور بی طرفی را در مسئله استقلال کانادا اعلام کرد، اعلامیه ای که کنگره با تصویب قانون بی طرفی که برای جلوگیری از مشارکت شهروندان آمریکایی در درگیری های خارجی طراحی شده بود، تأیید کرد.

#### جنگ میهنی 1837-1838
در طول شورش‌های کانادا، چارلز دانکامب و رابرت نلسون یک انجمن مخفی مسلحانه در ورمونت به نام لژ شکارچیان ایجاد کردند.بین دسامبر 1837 و دسامبر 1838 چندین حمله کوچک در کانادا علیا انجام داد که در مجموع به عنوان جنگ میهنی شناخته می شود.واشینگتن با استفاده از قانون بی طرفی پاسخ داد.این رهبران را تحت تعقیب قرار داد و فعالانه آمریکایی ها را از فعالیت های خرابکارانه در خارج از کشور باز داشت.در درازمدت، مخالفت ون بیورن با جنگ میهنی به ایجاد روابط سالم انگلیسی-آمریکایی و کانادا-ایالات متحده کمک کرد.همچنین بلافاصله منجر به واکنش شدید شهروندان در مورد تجاوز به ظاهر بیش از حد قدرت فدرال شد، که به دموکرات های کنگره در انتخابات میان دوره ای 1838 لطمه زد.

#### شمال مین: «جنگ» آروستوک

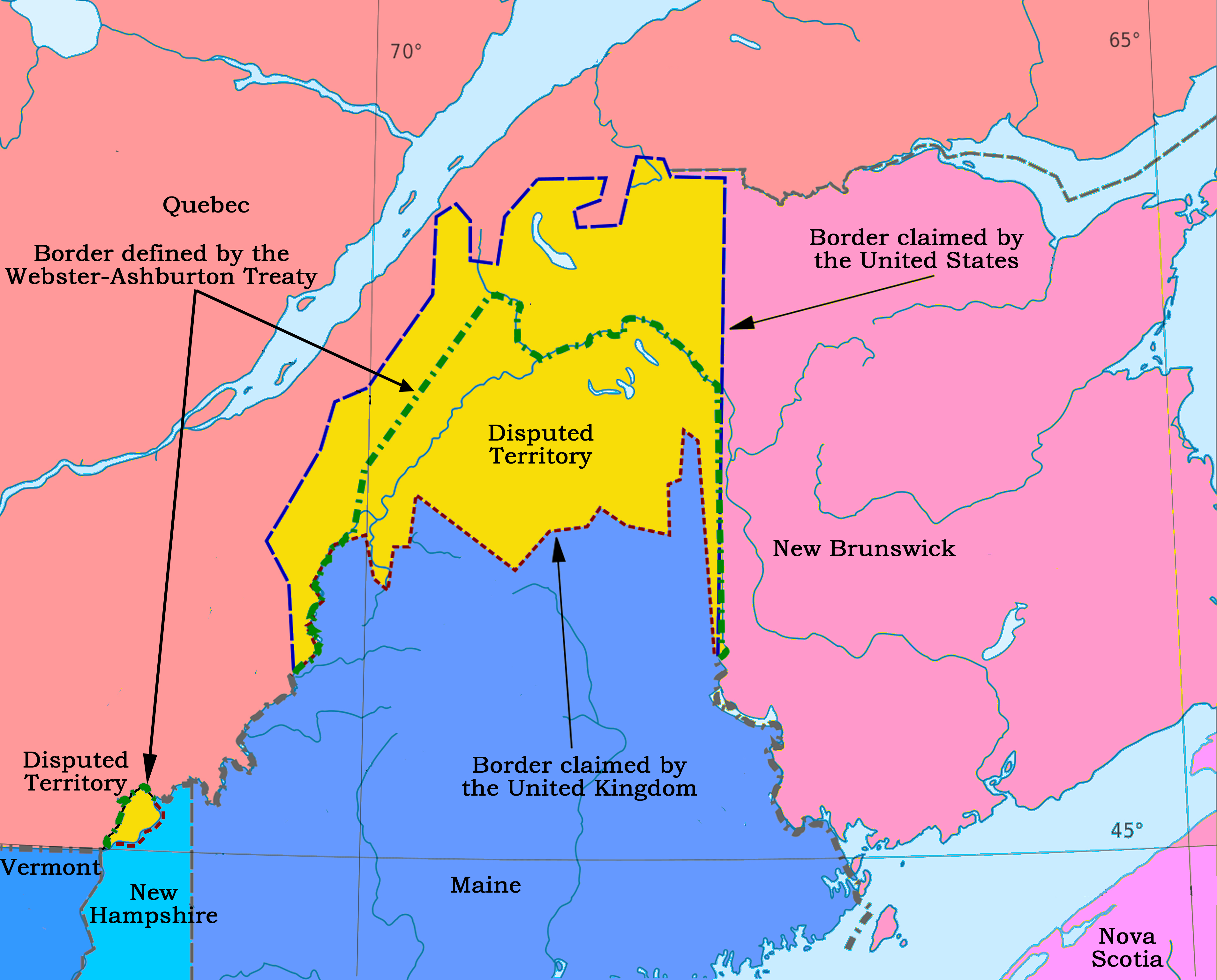
ادعاهای رقیب با رنگ زرد. دیپلمات ها اختلاف را در امتداد خط نقطه چین تقسیم کردند.

یک بحران جدید در اواخر سال 1838، در قلمرو مورد مناقشه در مرز مین-نیوبرانزویک که دارای سکونت نازک بود، ظاهر شد.آمریکایی‌ها در زمین‌های مورد مناقشه طولانی مدت مورد ادعای ایالات متحده و بریتانیا مستقر شدند.بریتانیا در اختیار داشتن این منطقه برای دفاع از کانادا حیاتی می دانست.هر دو چوب‌بر آمریکایی و نیوبرانزویک، در زمستان 1838-1839، الوار را در قلمرو مورد مناقشه بریدند.در 29 دسامبر، چوب‌بران نیوبرانزویک در حال قطع درختان در یک ملک آمریکایی در نزدیکی رودخانه آروستوک مشاهده شدند.هنگامی که هیزم شکن های آمریکایی برای نگهبانی هجوم آوردند، نبردی با فریاد به نام نبرد کاریبو درگرفت.تنش با مقامات مین و نیوبرانزویک که شهروندان یکدیگر را دستگیر کردند، تشدید شد.نیروهای بریتانیایی شروع به تجمع در کنار رودخانه سنت جان کردند.جان فیرفیلد، فرماندار مین، شبه نظامیان ایالتی را بسیج کرد.
مطبوعات آمریکا جنگ را فریاد زدند. "مین و خاکش، یا خون!"در ماه ژوئن، کنگره مجوز 50,000 سرباز و بودجه 10 میلیون دلاری را در صورت عبور نیروهای نظامی خارجی به خاک ایالات متحده صادر کرد.
ون بیورن خواستار صلح بود و با وزیر بریتانیا در ایالات متحده ملاقات کرد.این دو نفر توافق کردند که مسئله مرز را از طریق دیپلماتیک حل کنند.ون بیورن ژنرال اسکات را برای کاهش تنش به صحنه فرستاد.اسکات با موفقیت همه طرف ها را متقاعد کرد که موضوع مرز را به داوری تحویل دهند.اختلاف مرزی چند سال بعد با امضای معاهده وبستر-اشبرتون در سال 1842 پایان یافت.

### مورد آمیستاد: پیروزی برای بردگان سابق
پرونده آمیستاد یک دعوای آزادی بود که شامل مسائل بین المللی بود و توسط دادگاه عالی ایالات متحده تصمیم گیری شد.این در نتیجه شورش موفقیت‌آمیز بردگان آفریقایی در کشتی اسپانیایی لا آمیستاد در سال 1839 بود.ون بیورن الغا طلبی را بزرگ‌ترین تهدید برای وحدت ملت می‌دانست و در برابر کوچک‌ترین دخالت در برده‌داری در ایالت‌هایی که وجود داشت، مقاومت می‌کرد.دولت او از تقاضای دولت اسپانیا برای تحویل کشتی و محموله آن (از جمله آفریقایی ها) به اسپانیا حمایت کرد.با این حال، وکلای لغو قانون مداخله کردند.یک قاضی دادگاه منطقه فدرال حکم داد که آفریقایی ها از نظر قانونی آزاد هستند و باید به خانه منتقل شوند، اما دولت ون بیورن این پرونده را به دادگاه عالی تجدید نظر کرد.
در دادگاه عالی در فوریه 1840، جان کویینسی آدامز مشتاقانه برای حق آزادی آفریقایی ها بحث کرد.هنری دی. گیلپین، دادستان کل ون بیورن، پرونده دولت را ارائه کرد.در مارس 1841، دادگاه عالی حکم نهایی خود را صادر کرد: آفریقایی‌های آمیستاد مردمی آزاد بودند و باید اجازه بازگشت به خانه را داشته باشند.ماهیت منحصر به فرد این پرونده باعث افزایش علاقه عمومی به این حماسه شد، از جمله مشارکت رئیس جمهور سابق آدامز، شهادت آفریقایی ها در دادگاه فدرال و نمایندگی آنها توسط وکلای برجسته.دولت ون بیورن پرونده خود را باخت و بردگان سابق پیروز شدند.این مورد توجه را به تراژدی های شخصی برده داری جلب کرد و حمایت جدیدی را برای جنبش فزاینده الغای در شمال جلب کرد.همچنین دادگاه ها را به کانون اصلی بحث ملی در مورد مبانی حقوقی برده داری تبدیل کرد.

### انتصابات قضایی
ون بورن دو قاضی وابسته را به دیوان عالی منصوب کرد: جان مک‌کینلی، تایید شده در 25 سپتامبر 1837، و پیتر ویویان دانیل، تایید شده در 2 مارس 1841. او همچنین هشت قاضی فدرال دیگر را منصوب کرد که همگی در دادگاه های ناحیه‌ای ایالات متحده بودند.

### مهماندار کاخ سفید
در نیمه اول ریاست جمهوری خود، ون بیورن، که سال ها بیوه شده بود، شخص خاصی نداشت که به عنوان میزبان کاخ سفید در رویدادهای اجتماعی دولت ایفای نقش کند، اما سعی کرد خودش چنین وظایفی را بر عهده بگیرد.هنگامی که پسر بزرگش آبراهام ون بیورن در سال 1838 با آنجلیکا سینگلتون ازدواج کرد، به سرعت اقدام کرد تا عروسش را به عنوان میزبان خود منصوب کند.او از بستگان دور خود، دالی مدیسون، که پس از مرگ همسرش به واشینگتن نقل مکان کرده بود، مشاوره خواست و به زودی مهمانی های رئیس جمهور جان گرفت.پس از پذیرایی در شب سال نو در سال 1839، روزنامه بوستون پست با هیاهو گفت: «[آنجلیکا ون بیورن] بانویی با دستاوردهای نادر است، بسیار متواضع، اما در آدابش کاملاً آسان و برازنده و در مکالمه آزاد و سرزنده ... مورد تحسین جهانیان است».
از آنجایی که ملت یک رکود اقتصادی عمیق را تحمل می کرد، شیوه پذیرایی آنجلیکا ون بورن در پذیرایی ها تحت تأثیر خواندن سنگین او از زندگی درباری اروپایی بود (و خوشحالی ساده لوحانه او از پذیرفته شدن به عنوان ملکه ایالات متحده در هنگام بازدید از دربار سلطنتی انگلستان.پوشش روزنامه در این مورد، و این ادعا که او قصد دارد محوطه کاخ سفید را دوباره به باغ‌های سلطنتی اروپا شبیه کند، در یک حمله سیاسی به پدرشوهرش توسط چارلز اوگل نماینده کنگره پنسیلوانیا ویگ مورد استفاده قرار گرفت.او در سخنرانی معروف خود با قاشق طلا به طور غیرمستقیم از او به عنوان بخشی از "خانواده" ریاست جمهوری یاد کرد.این حمله در کنگره انجام شد و ترسیم رئیس جمهور به عنوان داشتن سبک زندگی سلطنتی عامل اصلی شکست او برای انتخاب مجدد بود.

### انتخابات ریاست جمهوری 1840

نتایج رای گیری 1840 انتخابات

ون بیورن به راحتی در کنوانسیون ملی دموکرات ها در سال 1840 در بالتیمور، مریلند، برای دومین دوره نامزد شد، اما او و حزبش در سال 1840 با انتخابات دشواری روبرو شدند. ریاست جمهوری ون بیورن، با اقتصاد ایالات متحده که در رکود شدید فرو رفته بود، امری دشوار بود.و سایر مسائل تفرقه‌انگیز، مانند برده‌داری، گسترش غرب، و تنش‌ها با بریتانیا، فرصت‌هایی را برای مخالفان سیاسی ون بیورن - از جمله برخی از دموکرات‌های دیگرش - فراهم می‌کند تا از اقدامات او انتقاد کنند.اگرچه تغییر نامزدی ون بیورن هرگز مورد تردید نبود، استراتژیست های دموکرات شروع به زیر سوال بردن خرد ماندن جانسون در بلیط کردند.حتی رئیس جمهور سابق جکسون پذیرفت که جانسون یک مسئول است و بر جیمز ناکس پولک، رئیس سابق مجلس نمایندگان از تنسی به عنوان معاون جدید ون بیورن اصرار داشت.ون بیورن تمایلی به کنار گذاشتن جانسون نداشت، که در میان کارگران و رادیکال‌های شمال محبوب بود و تجربه نظامی را به بلیط اضافه کرد، که ممکن است در برابر نامزد احتمالی ویگ ویلیام هنری هریسون مهم باشد.به جای معرفی مجدد جانسون، کنوانسیون دموکرات تصمیم گرفت به رهبران حزب دموکرات ایالتی اجازه دهد نامزدهای معاون رئیس جمهور را برای ایالت های خود انتخاب کنند.
ون بیورن امیدوار بود که ویگ ها کلی را به عنوان نامزد ریاست جمهوری معرفی کنند، که به ون بیورن اجازه می داد تا کمپین 1840 را به عنوان درگیری بین سیستم خزانه داری مستقل ون بیورن و حمایت کلی از یک بانک ملی انتخاب کند.با این حال، به جای نامزد کردن سخنگویان قدیمی حزب مانند کلی و دنیل وبستر، کنوانسیون ملی ویگ در سال 1839 هریسون را نامزد کرد که در طول دوران حرفه‌ای خود در پست‌های دولتی مختلف خدمت کرده بود و به خاطر رهبری نظامی خود در نبرد تیپکانو و جنگ 1812 به شهرت رسیده بود.رهبران ویگ مانند ویلیام سیوارد و تادئوس استیونس بر این باور بودند که سابقه جنگ هریسون به طور موثر با درخواست‌های مردمی حزب دموکرات مقابله می‌کند.ویگ ها برای معاونت رئیس جمهور، سناتور سابق جان تایلر از ویرجینیا را نامزد کردند.کلی از شکست خود در کنوانسیون عمیقاً ناامید شد، اما با این وجود حمایت خود را پشتیبان هریسون کرد.
ویگ‌ها هریسون را به عنوان مخالف رئیس جمهور معرفی کرد که او را ناکارآمد و فاسد می دانستند.ویگ‌ها همچنین ون بیورن را به‌عنوان یک اشراف‌سالار به تصویر می‌کشیدند که در کاخ سفید با سبکی بالا زندگی می‌کند، در حالی که آنها از تصاویر هریسون در کلبه چوبی در حال نوشیدن آب سیب استفاده می‌کردند تا رأی‌دهندگان را متقاعد کنند که او مردی از مردم است.آنها ضرباتی مانند "ون، ون، یک مرد مصرف شده است" و "مارتین ون ویران" را پرتاب کردند و او را در روزنامه ها و کاریکاتورها مسخره کردند.مسائل مربوط به سیاست در کمپین غایب نبود. ویگ‌ها دستکاری‌های اجرایی ادعایی جکسون و ون بیورن را مورد تمسخر قرار دادند، در حالی که خواستار یک بانک ملی و تعرفه‌های بالاتر بودند.دموکرات ها تلاش کردند تا بر روی سیستم خزانه داری مستقل کارزاری کنند، اما شروع کاهش تورم این استدلال ها را تضعیف کرد.شور و شوق برای "Tippecanoe and Tyler Too"، همراه با بحران شدید اقتصادی کشور، باعث شد که ون بیورن نتواند برای دور دوم انتخابات ریاست جمهوری را به دست آورد.هریسون با رای مردمی 1,275,612 به 1,130,033 و اختلاف رای انتخاباتی 234 به 60 برنده شد.80 درصد از واجدین شرایط در روز انتخابات به پای صندوق های رای رفتند.ون بیورن در واقع آرای بیشتری نسبت به او در سال 1836 به دست آورد، اما موفقیت ویگ در جذب رای دهندگان جدید بیش از دستاوردهای دموکرات ها را لغو کرد.علاوه بر این، ویگ‌ها برای اولین بار اکثریت را در مجلس نمایندگان و سنا به دست آوردند.

## پس از ریاست جمهوری (1841-1862)

### انتخابات 1844
ون بیورن پس از انقضای دوره خود، به ملک خود در لیندنوالد در کیندرهوک بازگشت.او همچنان تحولات سیاسی را از نزدیک تماشا می‌کرد، از جمله نبرد بین اتحاد ویگ سه‌گانه بزرگ و رئیس‌جمهور جان تایلر، که پس از مرگ هریسون در آوریل 1841 به قدرت رسید.اگرچه ون بیورن تصمیمی برای نامزدی ریاست جمهوری دیگر نداشت، اما چندین حرکت حساب شده برای حفظ حمایت خود انجام داد، از جمله سفر به جنوب ایالات متحده و غرب ایالات متحده که طی آن با جکسون، رئیس سابق مجلس، جیمز ناکس پولک، و دیگران دیدار کرد.پرزیدنت تایلر، جیمز بیوکنن، لوی وودبری، و دیگران به عنوان رقبای بالقوه برای نامزدی دموکرات ها در سال 1844 ظاهر شدند، اما این کلهون بود که بزرگ ترین مانع را ایجاد کرد.
ون بیورن در مورد مسائل عمده عمومی مانند بحث در مورد تعرفه 1842 سکوت کرد، به این امید که ترتیبی دهد تا پیش نویس جنبشی برای نامزدی ریاست جمهوری خود ارائه شود.تایلر الحاق تگزاس را هدف اصلی سیاست خارجی خود قرار داد، و بسیاری از دموکرات ها، به ویژه در جنوب، مشتاق بودند که آن را به سرعت تکمیل کنند.پس از انفجار در ناو یواس‌اس پرینستون، وزیر امور خارجه، آبل پارکر آپشور در فوریه 1844 کشته شد، تایلر کلهون را به کابینه خود آورد تا امور خارجی را اداره کند.مانند تایلر، کلهون الحاق تگزاس را دنبال کرد تا رقابت ریاست جمهوری را به هم بزند و بردگی را در قلمروهای جدید گسترش دهد.
مدت کوتاهی پس از روی کار آمدن، کلهون در مورد یک معاهده الحاق بین ایالات متحده و تگزاس مذاکره کرد.ون بیورن امیدوار بود که مجبور نباشد در مورد الحاق موضع عمومی اتخاذ کند، اما از آنجایی که مسئله تگزاس بر سیاست ایالات متحده مسلط شد، تصمیم گرفت نظرات خود را در مورد این موضوع علنی کند.اگرچه او معتقد بود که پذیرش عمومی او از الحاق به احتمال زیاد به او کمک می کند تا نامزدی دموکرات در سال 1844 را به دست آورد، ون بیورن فکر می کرد که الحاق ناگزیر به جنگ ناعادلانه با مکزیک منجر می شود.در نامه ای عمومی که اندکی پس از اعلام مخالفت هنری کلی با معاهده الحاق منتشر شد، ون بیورن نظرات خود را در مورد مسئله تگزاس بیان کرد.
مخالفت ون بیورن با الحاق فوری به قیمت حمایت بسیاری از دموکرات های طرفدار برده داری تمام شد.در هفته‌های قبل از کنوانسیون ملی دموکرات‌ها در سال 1844، هواداران ون بیورن پیش‌بینی می‌کردند که او اکثریت نمایندگان را در اولین رای‌گیری ریاست‌جمهوری به دست خواهد آورد، اما نمی‌تواند حمایت دو سوم نمایندگان مورد نیاز را به دست آورد.طرفداران ون بیورن تلاش کردند تا از تصویب قانون دو سوم جلوگیری کنند، اما چندین نماینده شمالی با نمایندگان جنوبی در اجرای قانون دو سوم برای کنوانسیون 1844 پیوستند.ون بیورن 146 رای از 266 رای را در اولین رای گیری ریاست جمهوری به دست آورد که تنها 12 رای او از ایالت های جنوبی بود.
سناتور لوئیس کاس بسیاری از آرای باقیمانده را به دست آورد، و به تدریج در رای گیری های بعدی مورد حمایت قرار گرفت تا اینکه مجمع برای آن روز به تعویق افتاد.هنگامی که کنوانسیون دوباره تشکیل شد و رای دیگری برگزار کرد، جیمز ناکس پولک، که با بسیاری از نظرات ون بیورن موافق بود اما طرفدار الحاق فوری بود، 44 رای به دست آورد.در رای نهم، حامیان ون بیورن نام او را از بررسی خارج کردند و پولک نامزدی را به دست آورد.اگرچه ون بیورن از اینکه مخالفانش نامزدی او را رد کرده بودند عصبانی بود، پولک را به نفع اتحاد حزب تأیید کرد.او همچنین سیلاس رایت را متقاعد کرد که برای فرمانداری نیویورک نامزد شود تا رایت محبوب بتواند به تقویت پولک در ایالت کمک کند.رایت در انتخابات فرمانداری سال 1844، نامزد ویگ، میلارد فیلمور را با اندکی شکست داد، و پیروزی رایت در ایالت به پولک کمک کرد تا هنری کلی را در انتخابات ریاست جمهوری سال 1844 شکست دهد.
پس از تصدی پست، پولک از جورج بنکرافت به عنوان واسطه استفاده کرد تا به ون بیورن سفیر در لندن را پیشنهاد دهد.ون بیورن امتناع کرد، تا حدی به این دلیل که از پولک به خاطر رفتاری که نمایندگان ون بیورن در کنوانسیون 1844 داشتند ناراحت بود، و تا حدی به این دلیل که از بازنشستگی خود راضی بود.پولک همچنین در تشکیل کابینه خود با ون بیورن مشورت کرد، اما ون بیورن را با پیشنهاد انتصاب یک نیویورکی تنها در پست کمتر وزیر جنگ، به جای وزیر امور خارجه یا وزیر خزانه داری، آزرده کرد.سایر تصمیمات حمایتی نیز خشم ون بیورن و رایت را برانگیخت و آنها برای همیشه از دولت پولک بیگانه شدند.

### انتخابات 1848

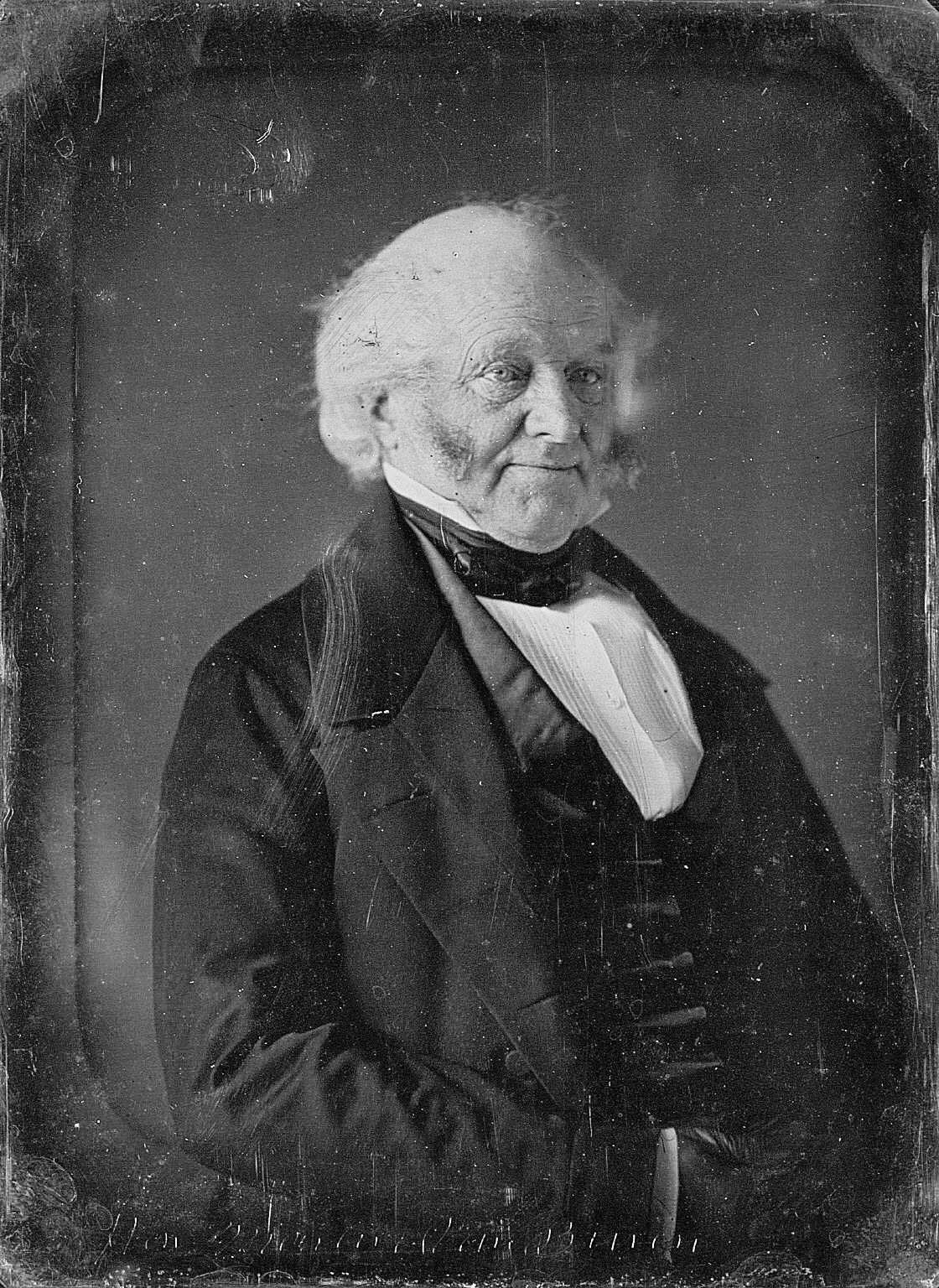
داگرئوتایپ ون بیورن اثر متیو بریدی،1849-1850

اگرچه او قبلاً به حفظ تعادل بین بارن برنرها و هانکرها، دو جناح حزب دموکرات نیویورک کمک کرده بود، ون بورن پس از کنوانسیون ملی دموکرات 1844 به بارن برنرها نزدیک‌تر شد.انشعاب در حزب ایالتی در دوران ریاست جمهوری پولک بدتر شد، زیرا دولت او از هانکرها حمایت مالی کرد.در دوران بازنشستگی، ون بیورن نیز به طور فزاینده ای با برده داری مخالفت کرد.
همانطور که جنگ مکزیک و آمریکا بحث بردگی در مناطق را به خط مقدم سیاست آمریکا آورد، ون بیورن یک مانیفست ضد برده داری منتشر کرد.در آن، او این تصور را که کنگره قدرت تنظیم برده داری در مناطق را ندارد، رد کرد و استدلال کرد که پدران بنیانگذار از لغو نهایی برده داری حمایت کرده بودند.این سند، که به عنوان "مانیفست بارنبرنر" شناخته شد، به درخواست ون بیورن توسط جان ون بیورن و ساموئل تیلدن، که هر دو رهبران جناح بارنبرنر بودند، ویرایش شد.پس از انتشار مانیفست بارنبرنر، بسیاری از بارنبرنرها از رئیس جمهور سابق خواستند تا در انتخابات ریاست جمهوری سال 1848 به دنبال دفتر قدیمی خود باشد.کنوانسیون ملی دموکرات 1848 هیئت‌های رقیب بارنبرنر و هانکر از نیویورک را تشکیل می‌داد، اما وقتی لوئیس کاس، که مخالف مقررات کنگره در مورد برده‌داری در قلمروها بود، در چهارمین رأی‌گیری نامزد شد، بارنبرنرها از کنوانسیون خارج شدند.
در پاسخ به نامزدی کاس، بارنبرنرها شروع به سازماندهی به عنوان یک حزب سوم کرد.در کنوانسیونی که در ژوئن 1848 در یوتیکا، نیویورک برگزار شد، بارنبرنرها ون بیورن 65 ساله را برای ریاست جمهوری معرفی کردند.اگرچه ون بیورن تمایلی به جدا شدن از حزب دموکرات نداشت، برای نشان دادن قدرت جنبش ضد برده داری، کمک به شکست کاس و تضعیف هانکرها نامزدی را پذیرفت.در کنوانسیونی که در بافلو، نیویورک در اوت 1848 برگزار شد، گروهی از دموکرات‌های ضد برده‌داری، ویگ‌ها و اعضای حزب آزادی که لغو لغو شد، در اولین کنوانسیون ملی که به نام حزب خاک آزاد شناخته شد، گرد هم آمدند.
این کنوانسیون به اتفاق آرا ون بیورن را نامزد کرد و چارلز فرانسیس آدامز، پسر جان کویینسی آدامز، رئیس‌جمهور فقید سابق، و نوه جان آدامز، رئیس‌جمهور فقید سابق، را به عنوان معاون ون بیورن انتخاب کرد.در یک پیام عمومی با پذیرش نامزدی، ون بیورن حمایت کامل خود را از ویلموت پروویسو ارائه کرد، قانونی پیشنهادی که برده‌داری را در تمام سرزمین‌هایی که از مکزیک در جنگ مکزیک و آمریکا به دست آورده‌اند ممنوع می‌کند.دنیل وبستر، سخنران ویگ ضد برده داری، در «سخنرانی مارشفیلد»، با عباراتی که ممکن است بر رأی دهندگان ویگ تأثیر گذاشته باشد، نسبت به صداقت حمایت ون بورن از آرمان ضد برده داری ابراز تردید کرد:
<<در حرفه های ضد برده داری آقای ون بیورن، آقای وبستر هیچ اعتمادی نداشت.او با خوشرویی، اما به طرز قابل توجهی گفت که "اگر او و آقای ون بیورن زیر پرچم خاک آزاد ملاقات کنند، دومی با خوش اخلاقی خود می خندد."او با چاشنی طنزی خاص افزود: «اینکه رهبر حزب فری اسپویل ناگهان به رهبری حزب خاک آزاد تبدیل می‌شود، شوخی است برای تکان دادن پهلوهای او و من».
ون بیورن هیچ رای انتخاباتی به دست نیاورد، اما پس از نامزد ویگ، زکری تیلور در نیویورک دوم شد و آرای کافی از کاس گرفت تا ایالت و شاید انتخابات را به تیلور بدهد.در سراسر کشور، ون بیورن 10.1 درصد از آرای مردمی را به دست آورد، که قوی ترین نشان دادن یک نامزد حزب سوم ریاست جمهوری تا آن مقطع در تاریخ ایالات متحده است.

### بازنشستگی
ون بیورن پس از انتخابات 1848 دیگر هرگز به دنبال مناصب دولتی نگردید، اما همچنان از نزدیک سیاست های ملی را دنبال می کرد.او عمیقاً از تحریکات جدایی طلبی در جنوب ناراحت بود و از مصالحه 1850 به عنوان یک اقدام آشتی جویانه ضروری با وجود مخالفتش با قانون برده فراری 1850 استقبال کرد.ون بیورن همچنین روی تاریخ احزاب سیاسی آمریکا کار کرد و سفری به اروپا را آغاز کرد و اولین رئیس جمهور سابق ایالات متحده شد که از بریتانیا دیدن کرد.اگرچه ون بیورن و پیروانش همچنان نگران برده داری بودند، تا حدی از ترس اینکه ادامه انشعاب دموکرات به حزب ویگ کمک کند، به گروه دموکرات بازگشتند.او همچنین تلاش کرد تا بارنبرنرها و هانکرها را با نتایج متفاوتی آشتی دهد.
ون بیورن از فرانکلین پیرس برای ریاست جمهوری در سال 1852، جیمز بیوکنن در سال 1856، و استیون ای. داگلاس در سال 1860 حمایت کرد.ون بورن با تحقیر به جنبش نوپای «چیزی نمی‌دانم» می نگریست و احساس می کرد که حزب جمهوری خواه ضد برده داری تنش های مقطعی را تشدید می کند.او حکم قاضی راجر تینی را در پرونده 1857 درد اسکات در برابر سندفرد به عنوان یک "اشتباه فاحش" از آنجایی که سازش میزوری را لغو کرد، در نظر گرفت.او ارزیابی کرد که دولت بیوکنن موضوع خونریزی کانزاس را ضعیف مدیریت کرد و قانون اساسی لکامپتون را به عنوان یک مزاحمت برای افراط گرایان جنوبی می دید.

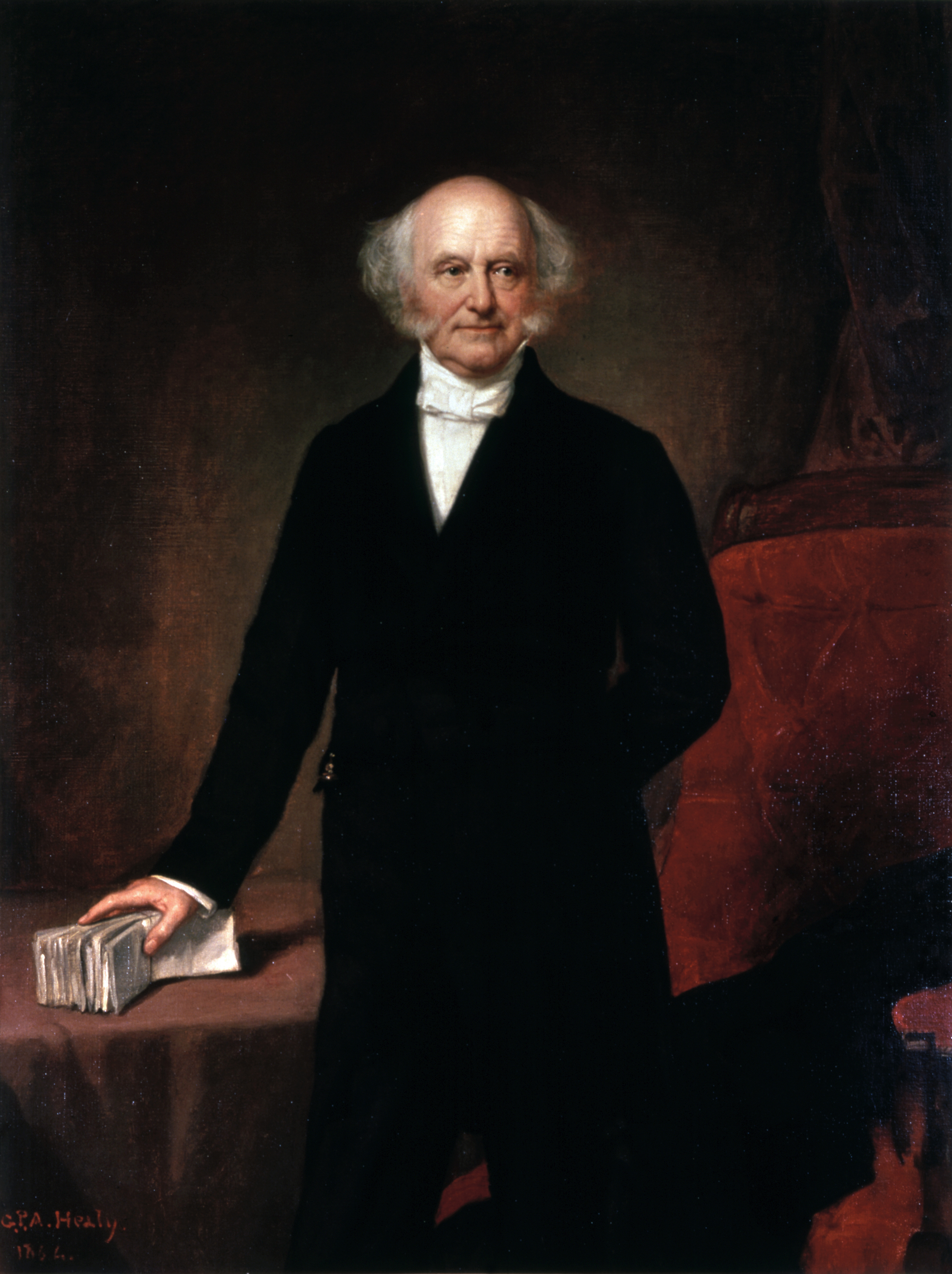
پرتره 1858 توسط GPA Healy، به نمایش درآمده در کاخ سفید

پس از انتخاب آبراهام لینکلن و جدایی چندین ایالت جنوبی در سال 1860، ون بیورن به دنبال تشکیل یک کنوانسیون قانون اساسی ناموفق بود.در آوریل 1861، رئیس جمهور سابق پیرس به سایر روسای جمهور سابق در قید حیات نامه نوشت و از آنها خواست تا جلسه ای را در نظر بگیرند تا از قد و قوت و نفوذ خود برای پیشنهاد پایان جنگ از طریق مذاکره استفاده کنند.پیرس از ون بیورن خواست تا از نقش خود به عنوان رئیس جمهور سابق زنده برای برقراری تماس رسمی استفاده کند. در پاسخ ون بیورن پیشنهاد شد که بیوکنن باید کسی باشد که جلسه را برگزار می‌کند، زیرا او رئیس‌جمهور سابق بود که اخیراً خدمت کرده است، یا اینکه پیرس باید خودش این تماس را صادر کند، اگر قویاً به شایستگی پیشنهاد خود اعتقاد دارد.نه بیوکنن و نه پیرس حاضر به علنی کردن پیشنهاد پیرس نبودند و چیزی بیشتر از آن حاصل نشد.هنگامی که جنگ داخلی آمریکا آغاز شد، ون بیورن حمایت خود را از آرمان اتحادیه علنی کرد.

### مرگ
سلامتی ون بیورن بعداً در سال ۱۸۶۱ شروع به از بین رفتن کرد و او در طول پاییز و زمستان ۱۸۶۱-۱۸۶۲ به دلیل سینه‌پهلو بستری شد.او بر اثر آسم برونش و نارسایی قلبی در ساعت 2 بامداد پنجشنبه ۲۴ ژوئیه ۱۸۶۲ در املاک لیندنوالد خود درگذشت.او و همسرش هانا، والدینش و پسرش مارتین ون بورن جونیور در قبرستان کلیسای هلندی اصلاح‌شده کیندرهوک به خاک سپرده شده‌اند.
ون بیورن از هر چهار جانشین بلافصل خود بیشتر عمر کرد: هریسون، تایلر، پولک و تیلور.علاوه بر این، او بیش از هر کس دیگری جانشینانی را دید که به ریاست جمهوری رسیدند (هشت نفر) که زندگی می کردند تا آبراهام لینکلن را قبل از مرگش به عنوان شانزدهمین رئیس جمهور انتخاب کنند.